# Personaggi di One-Punch Man
Questa è una lista dei personaggi di One-Punch Man, manga scritto da One e disegnato da Yūsuke Murata.

## Personaggi principali

### Saitama
Saitama (サイタマ?)
Doppiato da: Makoto Furukawa (ed. giapponese), Alessandro Campaiola (ed. italiana).
Il protagonista della serie. È un venticinquenne calvo e annoiato dal mondo che si allena da tre anni seguendo una severa routine giornaliera di 100 flessioni, 100 addominali, 100 piegamenti sulle ginocchia, 10 km di corsa, tre pasti quotidiani (per colazione è sufficiente una banana) e non utilizzando mai il condizionatore d'aria o il riscaldamento (a suo dire, per temprare la mente), riuscendo straordinariamente ad ottenere un corpo in grado di muoversi a velocità elevatissime, di resistere ad attacchi devastanti senza riportare neanche un graffio e dotato di una forza tale da permettergli di sconfiggere qualsiasi avversario con un solo colpo. In precedenza era un ragazzo disoccupato in cerca di lavoro, ma che ha sempre avuto fin da piccolo il sogno di diventare un eroe ed un giorno, dopo aver salvato un bambino da un mostro, comincia a praticare l'allenamento precedentemente descritto che gli fa perdere tutti i capelli e lo porta quasi alla pazzia. Dopo aver scoperto l'esistenza dell'Associazione Eroi, Saitama vi entra a far parte insieme al cyborg Genos, il quale diventa suo allievo. Possiede forza, velocità e resistenza ben al di sopra di tutti gli altri personaggi del manga: ha tenuto testa senza il minimo sforzo al potente Genos, ha distrutto un gigantesco meteorite con un singolo pugno, è stato colpito da attacchi devastanti senza subire alcun danno, è riuscito a resistere ad un campo gravitazionale dalla forza di un buco nero e dopo essere stato scagliato letteralmente sulla Luna, è tornato sulla Terra nel giro di pochi secondi con un salto e senza riportare il minimo danno. Allo stato attuale della storia, nessun personaggio l'ha mai messo davvero in difficoltà o l'ha ferito in alcun modo da quando è diventato così forte, tanto che lo stesso Saitama afferma che pur avendo affrontato molti mostri ritenuti incredibili, non ha mai sentito niente ogni volta che è stato colpito, motivo per cui appare sempre indifferente a dispetto di quante volte e con quanta potenza venga attaccato. Nonostante abbia raggiunto il livello di potere che desiderava ottenere, trova estremamente noioso terminare ogni combattimento sempre e soltanto con un unico colpo. Dopo essersi iscritto all'Associazione Eroi, Saitama viene inizialmente collocato nell'ultima posizione della Classe C, mentre attualmente ha raggiunto la 39ª posizione della Classe A. A causa del suo aspetto e del suo costume, gli viene ufficialmente assegnato il nome da eroe Mantello Pelato (ハゲマント?, Hagemanto), ma siccome a Saitama non piace affatto, lui continua a presentarsi con il proprio vero nome.
Secondo il Dottor I. Genus, il segreto dietro alla straordinaria potenza di Saitama consiste nella rimozione del suo limitatore, ovvero ciò che stabilisce i limiti naturali posseduti da un individuo, avvenuta tramite una sorta di metamorfosi. Parlando di Saitama, Genus ha spiegato come gli esseri umani possano mutare fisicamente se sottoposti a determinate condizioni fisiche e mentali (come nel caso in cui si abbia una forte ossessione verso qualcosa), finendo anche per impazzire e diventando esseri misteriosi; secondo lo scienziato, lo stesso Saitama stava subendo il medesimo tipo di trasformazione (causata probabilmente dal suo forte desiderio di diventare l'eroe che sognava di essere e dallo stress provocato dal suo regime di allenamento), ma anziché diventare un essere misterioso, è riuscito ad evolversi in qualcos'altro. Durante lo scontro con Garo, viene mostrato che la forza di Saitama è in grado di raggiungere livelli sempre maggiori, apparentemente senza alcun limite e ad una velocità tale che nonostante il marzialista possedesse l'abilità di copiare la forza avversaria, questi non riesce comunque a tenere il passo con l'aumento di potere di Saitama, venendo infine sovrastato dal protagonista. Benché possa non sembrare a causa del suo carattere perennemente apatico, Saitama possiede una forza di volontà indomabile. Persino la telecinesi è sostanzialmente inutile contro di lui, tanto che Tornado è riuscita a sollevarlo da terra soltanto di qualche metro nonostante stesse impiegando abbastanza potere psichico da spedire una persona in orbita.
Dopo che il suo appartamento nel quartiere fantasma della Città Z viene distrutto, Saitama si trasferisce nel quartier generale dell'Associazione Eroi nella Città A. Successivamente, Saitama diventa il leader di un gruppo di suoi colleghi eroi che, come lui, sono insoddisfatti dei nomi da eroe assegnati loro, volendo quindi di convincere l'Associazione Eroi a farseli cambiare.

### Genos
Genos (ジェノス?, Jenosu)
Doppiato da: Kaito Ishikawa (ed. giapponese), Flavio Aquilone (ed. italiana).
Deuteragonista della serie. È un cyborg di diciannove anni rimasto colpito dalla forza mostrata da Saitama durante uno scontro con un mostro, pregandolo quindi di accettarlo come suo allievo per poter diventare forte quanto lui e finendo poi con il trasferirsi a casa sua. Nonostante l'indifferenza di Saitama, Genos lo venera e lo ritiene il proprio maestro. Un tempo umano, dopo che un cyborg distrusse il suo villaggio e uccise la sua famiglia, venne salvato dal Dottor Kuseno (Dottor Tanfos nel doppiaggio italiano dell'anime) che, su richiesta di Genos, trasformò il ragazzo stesso in un cyborg. Da allora Genos ha come scopo quello di trovare il cyborg responsabile della sua tragedia e vendicarsi. Cerca in tutti i modi di scoprire quale sia il segreto dell'immensa forza del suo maestro dato che non riesce a credere che degli allenamenti banali abbiano temprato un corpo così sovrumano. In un'occasione chiede a Saitama di combattere contro di lui al massimo delle capacità in uno spiazzo isolato per capire fin dove arriva la forza del suo maestro. Benché Genos sprigioni una forza distruttiva enorme, non causa il minimo graffio a Saitama che schiva gli attacchi senza problemi. Pregando quindi Saitama di impegnarsi nel combattimento, quest'ultimo prende alla sprovvista Genos e gli sferra un poderoso pugno, ma si ferma appena prima di colpirlo, generando comunque un'onda d'urto tale da spazzare via l'enorme parete rocciosa dietro al suo allievo. Attualmente Genos è alla 14ª posizione nella Classe S dell'Associazione Eroi. Ritenne offensivo che il suo maestro fosse stato assegnato alla Classe C, considerata la sua potenza, ma non disse nulla su richiesta di Saitama. È graniticamente convinto che se mai dovesse comparire un essere malvagio più potente di Saitama, il mondo sarebbe condannato perché non esistono eroi più forti del suo maestro. Durante la serie, Genos continua a ricevere upgrade al proprio corpo diventando sempre più forte di volta in volta. A causa della ferocia che ha mostrato in battaglia, il nome da eroe ufficialmente assegnatogli è Demone Cyborg (鬼サイボーグ?, Oni Saibōgu).
Inconsapevolmente Saitama, nel prendere Genos come allievo, lo ha salvato da sé stesso poiché il cyborg stava diventando un essere meccanico ossessionato unicamente dal desiderio di vendetta, rischiando così di perdere la poca umanità che gli era rimasta. Benché il desiderio di vendicarsi sia ancora forte in Genos, la presenza di Saitama gli ha permesso di fare altro oltre alla ricerca della propria vendetta personale, venendo così acclamato e apprezzato dalla gente come eroe, cosa che ha dato enorme fiducia al cyborg. Tempo dopo la sconfitta dell'Associazione Esseri Misteriosi, Genos viene invitato ad unirsi ad una nuova associazione di eroi chiamata Neo Heroes, ma sceglie infine di rimanere nell'Associazione Eroi dopo che Saitama ha preso la stessa decisione. Nel webcomic, durante un improvviso attacco da parte di vari cyborg al laboratorio di Kuseno, Genos ha dimostrato di essere diventato talmente potente da riuscire a sconfiggere tre cyborg dal livello di calamità Drago.

## Eroi

### Associazione Eroi
L'Associazione Eroi è un'organizzazione che agisce indipendentemente dal governo e che gestisce tutti gli eroi delle città. Fu fondata dal multimilionario Mentone (Mentoza nel doppiaggio italiano dell'anime) dopo che questi seppe che suo nipote fu salvato dalla furia di un mostro da un passante (che altri non era che Saitama). Mentone istituì anche il Registro Nazionale degli Eroi, un database contenente i dati di ogni eroe riconosciuto. L'Associazione Eroi utilizza un sistema gerarchico di classi per organizzare i propri eroi, con quattro classi e gradi numerativi individuali all'interno di ciascuna di esse. Con il progredire della trama, viene rivelato che l'Associazione Eroi, benché sia stata fondata con buoni propositi, ha spesso agito in modo subdolo e calcolatore. L'eroe di Classe S Imperatorino scopre che gli esseri misteriosi più deboli spesso vengono catturati e tenuti in una prigione sotterranea dell'Associazione Eroi per essere poi venduti come animali da collezione a uomini ricchi ed influenti; in più di un’occasione, questi esseri misteriosi sono però riusciti a scappare portando il caos tra la popolazione, ma l'Associazione Eroi, per evitare ogni coinvolgimento, fece insabbiare questi fatti lasciando poi che fossero gli eroi ad occuparsi degli esseri misteriosi fuggiaschi. Dopo la distruzione della Città A ad opera dei Dark Matter, il quartier generale dell'Associazione Eroi, unico edificio rimasto in piedi, viene ricostruito come un'enorme fortezza privata dotata di alloggi per eroi e civili e di un sistema di strade collegato ad altre città.

#### Eroi di Classe S
La Classe S riunisce gli eroi più potenti dell'Associazione Eroi, ognuno dei quali viene considerato pari a un'intera divisione d'emergenza. Questa classe non era inizialmente prevista dall'Associazione Eroi ed è stata formata in seguito mettendo insieme tutti quegli eroi che, a discapito del rango, riuscivano a sconfiggere da soli mostri di livello Demone, quasi imbattibili per il resto degli eroi delle classi A, B e C. Agli eroi di Classe S vengono generalmente affidate missioni molto difficili, spesso con concrete possibilità di morte, o la gestione di intere città a rischio. Gli eroi di questa classe, in genere, possiedono enormi libertà d'azione e rispetto tra la gente comune. Tipicamente due o più eroi di Classe S agiscono insieme per minacce di livello superiore a Demone, anche se il loro carattere molto difficile rende sempre complicata la cooperazione. Data l'enorme caratura dei membri, non sorprende che alcuni di questi eroi possiedano discepoli nelle classi inferiori. Tuttavia, gli eroi di Classe S possono essere malvisti e, in certi casi, disprezzati da eroi di rango inferiore che ritengono sbagliato il sistema di classificazione dell'Associazione Eroi e ingiusto il fatto che solo gli eroi di Classe S vengano messi al corrente di informazioni di cui gli altri eroi rimangono invece all'oscuro. In più di un'occasione, l'Associazione Eroi rende note al pubblico solo le grandi imprese degli eroi di Classe S per aumentare la propria influenza verso i cittadini.
Prima della disfatta dell'Associazione Esseri Misteriosi e della sconfitta di Garo, la Classe S contava 17 membri:

##### Blast
- 1ª posizione: Blast (ブラスト?, Burasuto). Nel webcomic finora ha fatto solo brevi apparizioni durante flashback, mentre nel manga è comparso molto più frequentemente ed anche di persona. Nel webcomic Blast possiede un costume che ricorda vagamente quello di Saitama, mentre nel manga ne indossa uno molto diverso con il proprio nome scritto sul petto. Le sue abilità includono forza, velocità e riflessi immensi, creazione di portali dimensionali, manipolazione della gravità, emissione di energia, volo e lettura della mente. Blast si è dimostrato indubbiamente il più potente tra gli eroi di Classe S, essendo stato l'unico, oltre a Saitama, a tenere testa a Garo dopo che quest'ultimo aveva ottenuto potere da "Dio". L'Associazione Eroi lo considera la sua arma più potente, da usare solo in caso di una minaccia di livello Dio. Tuttavia, viene spiegato che l'Associazione Eroi non ha alcun modo di comandarlo o di impartirgli ordini; Blast compie atti eroici solo di propria volontà, rifiutando di obbedire o di sottostare a qualcuno, detesta stare sotto i riflettori e non ha fatto trapelare alcuna informazione a suo riguardo per essere lasciato in pace. Similmente a Saitama, anche Blast considera il suo lavoro di eroe più come un hobby, ma, a differenza del protagonista, pare che possieda anche un altro lavoro. Un'altra caratteristica che lo differenzia da Saitama è il fatto che mentre quest'ultimo non ha mai causato la morte di esseri umani (o almeno non direttamente), anche nel caso di individui malvagi, pare che Blast abbia ucciso numerosi criminali umani. Nel manga viene rivelato che Blast, insieme ad altri individui misteriosi (alcuni dei quali sono inspiegabilmente molto simili ad avversari affrontati da Saitama), sta combattendo una lotta dimensionale contro "Dio" e che i dirigenti più in alto nell'Associazione Eroi ne sono al corrente, ma hanno tenuto segreta tale situazione (almeno fino a dopo gli eventi riguardanti l'Associazione Esseri Misteriosi) su richiesta dello stesso Blast per timore che la rivelazione dell'esistenza di "Dio" avrebbe portato il caos assoluto nel mondo.

##### Tornado del Terrore
- 2ª posizione: Tornado (タツマキ?, Tatsumaki), meglio conosciuta come Tornado del Terrore (戦慄のタツマキ?, Senritsu no Tatsumaki). Nonostante abbia l'aspetto di una ragazzina molto giovane, in realtà è una donna di 28 anni. Mantiene un carattere molto difficile, a tratti infantile, e litiga spesso con gli altri eroi. È considerata la esper più potente della Terra ed uno degli eroi più potenti in assoluto, al limite dell'imbattibilità. Ha una sorella minore, Tempesta, anch'ella eroe con poteri psichici, ma di entità minore ed attualmente in cima alla Classe B. A differenza della sorella maggiore, Tempesta si mostra come una giovane donna formosa ed attraente e, molto probabilmente, questo suscita l'invidia di Tornado che, dal canto suo, suscita quella della sorella per gli enormi poteri che possiede. Quando aveva 10 anni venne salvata da Blast, il quale la spinse a non aspettarsi che fossero altri a salvarla e a diventare più forte, oltre ad ispirarla a diventare un'eroina. Tuttavia, lei prese il consiglio di Blast fin troppo alla lettera, tanto da decidere di combattere sempre da sola e di allontanare pressoché chiunque dalla propria vita, a parte sua sorella che però critica soventemente proprio perché quest'ultima si circonda di alleati anziché diventare più forte per conto proprio. Per molto tempo, Blast è stata l'unica persona che Tornado abbia stimato e di cui continui a cercare l'approvazione. Quando Tornado scopre del legame tra Tempesta e Saitama, l'eroina di Classe S decide di mettere alla prova il protagonista per capire se sia degno di stare accanto a sua sorella. Nonostante Tornado sprigioni un potere immenso, Saitama riesce a tenerle testa senza problemi e la elogia in maniera simile a come avrebbe fatto Blast, guadagnandosi così la stima della ragazza. Tornado ha paura dei fantasmi a causa di un incidente avuto con Saitama quando quest'ultimo ha lavorato in una casa stregata durante un festival estivo (tale vicenda è raccontata in un audiobook). È l'unico eroe di sesso femminile nella Classe S. Doppiata da: Aoi Yūki (ed. giapponese), Eva Padoan (ed. italiana).

##### Silver Fang
- 3ª posizione: Bang (バング?, Bangu), meglio conosciuto come Silver Fang (シルバーファング?, Shirubā Fangu). È uno degli eroi più anziani, ma anche uno dei più potenti. Ha l'aspetto di un uomo molto anziano, anche se in realtà ha un fisico molto muscoloso e resistente. È considerato il più grande artista marziale della Terra e gestisce un prestigioso dojo dove insegna ai suoi allievi il suo personale stile di combattimento: il "Colpo dell'acqua che frantuma la roccia", considerata un'arte marziale quasi invincibile. Nonostante la sua età, possiede forza, velocità, tecnica e resistenza immense, tanto che al massimo delle sue forze è in grado di eliminare in un solo colpo mostri di livello Drago in grado di mettere in seria difficoltà molti altri eroi di Classe S. È una delle poche persone a conoscere la vera forza di Saitama. Ha un fratello maggiore chiamato Bomb, anch'egli artista marziale di elevato livello anche se non iscritto all'Associazione Eroi. Il corpo di Bang è segnato da numerose cicatrici. È stato maestro di Garo, il quale ha appreso tutte le sue tecniche e di cui è la colpa il fatto che l'eroe abbia perso quasi tutti i suoi discepoli e che il suo dojo ormai sia in rovina. È rammaricato di aver lasciato Garo a piede libero, il quale ha portato caos e rovina tutto intorno a sé. Nel manga, tempo dopo la sconfitta di Garo da parte di Saitama, Bang si riappacifica con il suo ex allievo, oramai pentitosi delle proprie azioni, e diventa in seguito il suo guardiano. Attualmente Bang si è ritirato dal suo lavoro da eroe. Doppiato da: Kazuhiro Yamaji (ed. giapponese), Saverio Moriones (ed. italiana, prima stagione), Antonio Palumbo (ed. italiana, seconda stagione).

##### Atomic Samurai
- 4ª posizione: Kamikaze (カミカゼ? lett. "vento divino"), meglio conosciuto come Atomic Samurai (アトミック侍?, Atomikku Samurai). È un samurai che possiede un'inarrivabile abilità con la sua katana. Uomo di mezza età, si considera il rivale di Bang e possiede alcuni discepoli nella Classe A. È considerato il membro di supporto più forte e sostiene di poter tagliare persino i singoli atomi con i suoi fendenti. Nel manga, durante la battaglia contro i dirigenti dell'Associazione Esseri Misteriosi, Kamikaze riceve dal suo maestro la Spada Solare, un'arma molto potente con la quale è riuscito a disperdere l'energia di una gigantesca sfera energetica creata da Imperatore Clochard e a tagliare un avambraccio a Sperma Dorato, finendo però spossato dal potere della spada. Doppiato da: Kenjirō Tsuda (ed. giapponese), Riccardo Scarafoni (ed. italiana).

##### Imperatorino
- 5ª posizione: Isamu (イサム?), meglio conosciuto come Imperatorino (童帝?, Dōtei). Bambino prodigio, è il più giovane eroe dell'Associazione Eroi. A discapito della sua età, è molto forte fisicamente, addirittura più di altri eroi nelle classi inferiori, anche se la sua vera peculiarità sta nell'elevatissima intelligenza. Spesso combatte tramite arti meccanici o con altre macchine di sua invenzione. È l'ex assistente di Bofoi. Nel manga, durante l'arco narrativo dell'Associazione Esseri Misteriosi, messo alle strette da un rinato Phoenixman molto più potente di prima, Imperatorino sfodera il suo asso nella manica: Brave Giant, un'armatura robotica gigante molto potente, ma con pochi minuti di autonomia. Tempo dopo la sconfitta dell'Associazione Esseri Misteriosi, avendo scoperto che l'Associazione Eroi è più marcia di quanto sembri, incluso Metal Knight, Imperatorino decide di lasciare l'organizzazione e di unirsi alla Neo Heroes. Decide inoltre di cambiare il proprio nome da eroe dopo aver scoperto (nella versione giapponese del manga) che ha la stessa pronuncia della parola "verginità" (童貞?, Dōtei), cambiandolo quindi in uno dal significato opposto (ovvero Hidōtei 非童貞?). Nella Neo Heroes, Isamu dà libero sfogò alla sua creatività, costruendo tecnologie personali per cercare di superare da solo gli altri eroi. Decide tuttavia di collaborare in segreto con Mazza Metallica per cercare di scoprire segreti riguardanti la Neo Heroes. Doppiato da: Minami Takayama (ed. giapponese), Mattia Fabiano (ed. italiana).

##### Metal Knight
- 6ª posizione: Dottor Bofoi (ボフォイ博士?, Bofoi-hakase), meglio conosciuto come Metal Knight (メタルナイト?, Metarunaito). È un misterioso scienziato che comanda una sterminata legione di potentissimi robot in via remota. Possiede denti sporgenti, un grande naso, capelli bianchi ed è calvo sulla zona centrale della testa. È uno degli eroi più versatili, imprevedibili e misteriosi. Imperatorino considera la sua armata di robot (caratterizzati per la maggior parte da tre segni circolari rossi sulla faccia) una fonte di potere non disponibile ad alcun eroe. Pare avere una certa preferenza nell'utilizzare in battaglia un grosso robot da combattimento dotato di cannoni sulla schiena; tale unità viene gravemente danneggiata da Orochi ed in seguito i suoi resti vengono smontati e studiati da un robot dell'Organizzazione. Quasi tutta la tecnologia al servizio dell'Associazione Eroi è stata commissionata a Bofoi. Motile Suit ha consigliato a Genos di tenerlo d'occhio. Dopo la sconfitta dell'Associazione Esseri Misteriosi, Bofoi intensifica e potenzia le difese del quartier generale dell'Associazione Eroi con nuovi robot, i quali finiscono per attaccare Pochi e Sperma Nero, giunti all'ingresso della struttura insieme a Saitama, in quanto identificati come esseri misteriosi; tuttavia Saitama, per proteggere i due, distrugge con facilità le macchine, credendole impazzite. In seguito all'accaduto, i dirigenti dell'Associazione Eroi perdono fiducia in Bofoi, accusandolo di aver speso miliardi per costruire macchine inefficienti, intaccando la sua reputazione. Bofoi accusa quindi Saitama di avere rovinato i suoi piani, ma al tempo stesso decide di tenerlo d'occhio data l'enorme potenza che ha mostrato, vedendolo come una potenziale minaccia. Doppiato da: Tesshō Genda (ed. giapponese), Massimo Bitossi (ed. italiana, prima stagione).

##### King
- 7ª posizione: King (キング?, Kingu). È considerato l'uomo più forte della Terra. Gode di sconfinato rispetto da parte degli altri eroi ed è temuto dai mostri di qualunque livello, tanto che spesso questi ultimi si arrendono non appena lo vedono. Nel databook ufficiale gli viene attribuito un punteggio pieno in tutte le caratteristiche di valutazione e viene considerato il più forte eroe di Classe S attivo insieme a Tornado. In realtà, non solo King non possiede alcun superpotere, ma è anche un codardo a cui è stato attribuito il titolo di uomo più forte del mondo perché si è sempre trovato nel posto giusto al momento sbagliato vicino a mostri uccisi (probabilmente da Saitama), alcuni dei quali molto potenti. Possiede tre vistose cicatrici sul volto sopra all'occhio sinistro che si vocifera gli siano state causate da un mostro di livello Dio, mentre invece a causargliele è stato un mostro di livello Tigre ucciso poco dopo da Saitama. Spesso King si lamenta di questa sua carica di eroe che attira a sé i nemici più svariati. A discapito della sua completa inutilità in termini di combattimento, l'enorme pressione psicologica che esercita sui nemici è stata determinante in varie occasioni; tale caratteristica deriva sia dalla sua fama di eroe invincibile sia dal fatto che King, quando è paralizzato dalla paura, assume sempre espressioni serie e impassibili che i vari mostri interpretano come senso di consapevolezza della sua superiorità rispetto agli avversari. King è uno dei più abili videogiocatori della Terra e un accanito otaku. È una delle poche persone a conoscere la vera forza di Saitama, il quale è forse l'unico a conoscere la verità sull'eroe di Classe S, decidendo comunque di mantenerne il segreto. Dopo la sconfitta dell'Associazione Esseri Misteriosi, vedendo la propria fama aumentata e conscio del fatto che l'Associazione Eroi gli affiderà incarichi sempre più pericolosi e mortali, King decide di recarsi da Bang per raccontargli la verità sul proprio conto e chiedergli di renderlo più forte. Tuttavia Bang fraintende le parole di King, credendo invece che abbia soltanto un problema di autostima e perciò gli consiglia di provare a chiedere a suo fratello Bomb, ottenendo però risultati simili. Dopo aver provato a chiedere anche in altri dojo ed essersi persino recato in un misterioso luogo d'allenamento all'interno di una grotta, sempre senza ottenere successo, King decide di lasciar perdere l'idea di farsi allenare. Doppiato da: Hiroki Yasumoto (ed. giapponese), Andrea Lavagnino (ed. italiana, prima stagione).

##### Zombieman
- 8ª posizione: Zombieman (ゾンビマン?, Zonbiman, Zombie Man nella versione italiana dell'anime). Sebbene non particolarmente forte, veloce o intelligente per la classe di appartenenza, Zombieman riesce ad uscire vincitore da gran parte degli scontri grazie alla sua abilità speciale: l'immortalità; è infatti capace di rigenerare anche interi arti ed organi vitali. Tuttavia, l'autore ha affermato che è uno degli eroi più deboli della Classe S e che non potrebbe rigenerarsi se venisse ridotto a "carne trita". È stato un soggetto test della Casa dell'Evoluzione. Il suo approccio ai casi è molto più indiretto rispetto ai suoi colleghi, concentrandosi soprattutto su indagini in stile poliziesco, interrogando testimoni e cercando indizi. Durante l'arco narrativo dell'Associazione Esseri Misteriosi, Zombieman rincontra il Dottor I. Genus che gli racconta i suoi studi su Saitama e sulla sua forza, di cui l'eroe di Classe S ottiene successivamente conferma nel webcomic assistendo alla vittoria di Saitama su Garo. In seguito Zombieman chiede a Genus di fare in modo che anche a lui venga rimosso il "limitatore" per ottenere la stessa forza di Saitama, ma lo scienziato glielo nega e gli dice invece che vuole mostrargli qualcosa nel suo seminterrato. Doppiato da: Takahiro Sakurai (ed. giapponese), Marco Baroni (ed. italiana).

##### Motile Suit
- 9ª posizione: Zero (ゼロ?), meglio conosciuto come Motile Suit (駆動騎士?, Kudō Kishi). Ha il volto coperto da una maschera bianca con una grande fessura per il suo unico grande occhio e fessure più piccole sulla bocca. Non è certo se sia un cyborg oppure un essere totalmente robotico. Mantiene sempre un atteggiamento freddo e distaccato. Ha consigliato a Genos di tenere d'occhio Bofoi e di non fidarsi di lui, aggiungendo solo che presto ne avrebbe scoperto il motivo. In combattimento utilizza un marchingegno altamente tecnologico simile ad una grossa scatola nera con il quale può fondersi e trasformarsi, assumendo varie forme che prendono il nome dai pezzi del gioco dello shōgi. Durante l'arco narrativo dell'Associazione Esseri Misteriosi, Motile Suit si infiltra nella base della suddetta organizzazione per raccogliere informazioni sui nemici, grazie alle quali riesce a sconfiggere Miao, uno dei loro dirigenti. Dopo essersi ripreso da tale scontro, affronta Psychos fusa con Orochi, arrivando a collaborare e persino a combinarsi con Genos per cercare di sconfiggerla. Doppiato da: Yūji Ueda (ed. giapponese).

##### Pig God
- 10ª posizione: Pig God (豚神?, Butagami, Divinità Suino nella versione italiana dell'anime). Si sa gran poco di lui. È un uomo molto grosso, notevolmente obeso e fisicamente molto forte, in grado di mangiare e digerire qualsiasi cosa o mostro anche interi, dimostrando un'incredibile elasticità del corpo ed avendo un notevole controllo sul suo apparato digerente. Ha dimostrato di essere anche molto veloce e agile per una persona con la sua conformazione fisica. Alcuni eroi sono arrivati alla conclusione che Pig God non sia umano. Ha l'abitudine di mangiare continuamente e in ogni luogo e di non parlare quasi mai, ma possiede un gran senso del dovere. Può dimagrire drasticamente se consuma troppe energie, pur mantenendo comunque una grande elasticità fisica. Doppiato da: Daisuke Namikawa (ed. giapponese).

##### Superlega Nerolucido
- 11ª posizione: Superlega Nerolucido (超合金クロビカリ?, Chōgōkin Kurobikari). È un eroe molto vanitoso e orgoglioso del suo fisico scultoreo, sebbene non sia particolarmente intelligente. Ha l'aspetto di un culturista calvo dalla carnagione molto scura, dotato di un'enorme massa muscolare che non soltanto lo rende fortissimo, ma gli conferisce anche un'impenetrabile armatura che nemmeno alcuni colpi di altri eroi di Classe S possono penetrare. Per sua stessa ammissione, è stato sconfitto duramente da Bang in un incontro d'allenamento. È considerato uno dei tre eroi da non fare mai arrabbiare tale è la sua abnorme forza. Il suo punto debole è il precario equilibrio e la capacità di mettersi spesso in ridicolo. Ha dichiarato di giocare a calcio nel tempo libero come ala offensiva per la sua nazione, il Mozambico, per seguire le orme di suo padre Megalega, anche lui un calciatore. Possiede un'allieva nella Classe B, Capitan Mizuki, la quale segue fedelmente il suo allenamento. Da bambino era molto esile e dalla carnagione chiara, ma un giorno decise di allenarsi per aumentare la propria forza; riuscì a diventare sempre più forte, la sua carnagione divenne nel contempo più scura e finì per perdere i capelli. Nel manga, tempo dopo la sconfitta dell'Associazione Esseri Misteriosi, viene mostrato che lo scontro con Comandante Supremo Vomitoso Bruttoccio ha lasciato tre vistose cicatrici sulle mani e sull'addome di Superlega Nerolucido, minando ulteriormente la fiducia in sé stesso dell'eroe di Classe S, già intaccata dalla sua precedente lotta con Garo. Doppiato da: Satoshi Hino (ed. giapponese), Davide Marzi (ed. italiana).

##### Mastino Man
- 12ª posizione: Mastino Man (番犬マン?, Banken Man). Si sa molto poco di lui, se non che sia molto taciturno, che abbia a carico la Città Q (la più pericolosa) e che sia letalmente efficiente; possiede forza, velocità e agilità molto elevate, tanto da essere riuscito a sconfiggere e ridurre alla fuga Garo (non ancora trasformato) senza sforzi. Indossa sempre un costume da cosplayer da cane, mantenendo costantemente una postura a quattro zampe e un volto dall'aria assente. In passato ha occupato la 301ª posizione nella Classe C dell'Associazione Eroi. Doppiato da: Yūji Ueda (ed. giapponese), Alessio De Filippis (ed. italiana).

##### Flash l'Abbagliante
- 13ª posizione: Flash l'Abbagliante (閃光のフラッシュ?, Senkō no Furasshu). È considerato l'uomo più veloce della Terra ed uno dei migliori combattenti della Classe S. Va molto fiero dalla sua velocità e della sua particolarissima spada con cui è solito attaccare i nemici alla velocità della luce. A discapito della sua velocità luminare, Saitama è comunque riuscito a schivare e bloccare facilmente i suoi attacchi. Dopo aver scoperto le grandi capacità del protagonista, Flash decide di diventare il suo maestro per poterlo addestrare, avendo notato che Saitama è un dilettante nelle tecniche di combattimento. Poiché Saitama rifiuta di diventare suo allievo, Flash lo convince ad ingaggiare uno scontro con lui per costringerlo, scoprendo però che le capacità di Saitama sono infinitamente superiori alle sue e che non vi è modo di batterlo. Doppiato da: Kousuke Toriumi (ed. giapponese), Omar Vitelli (ed. Italiana).

##### Demone Cyborg
- 14ª posizione: Genos (ジェノス?, Jenosu), anche noto come Demone Cyborg (鬼サイボーグ?, Oni Saibōgu). Vedere sopra.

##### Tank-Top Master
- 15ª posizione: Tank-Top Master (タンクトップマスター?, Tankutoppu Masutā). È un uomo molto muscoloso ossessionato della forza fisica e dai metodi di allenamento. Guida un gruppo di eroi che si allenano sotto di lui indossando una canottiera (tank-top in inglese) ai quali tiene molto. A differenza degli eroi del suo gruppo, per la maggior parte disonesti in cerca solo di fama e denaro, lui è un uomo sincero che non attacca mai se non c'è un rischio reale per le persone e oltretutto non ha particolari problemi con Saitama, limitandosi ad ignorarlo finché non crea problemi agli eroi del suo gruppo. Dopo Saitama e Superlega Nerolucido (e forse anche Blast), è l'eroe con più forza bruta nell'Associazione Eroi. Doppiato da: Katsuyuki Konishi (ed. giapponese) Gabriele Sabatini (ed. italiana).

##### Mazza Metallica
- 16ª posizione: Bad (バッド?, Baddo), meglio conosciuto come Mazza Metallica (金属バット?, Kinzoku Batto). Un eroe di diciassette anni, ha l'aspetto e il vestiario di un tipico teppista e gira sempre con una mazza da baseball di metallo da cui prende il nome e fatta di un materiale incredibilmente resistente. Sebbene sia un attaccabrighe molto scontroso, poco sveglio e apparentemente privo di poteri, è uno degli eroi più forti della Classe S per capacità combattiva, forza fisica, resistenza e cocciutaggine. Man mano che il suo spirito combattivo cresce durante uno scontro, Bad è in grado temporaneamente di superare sempre di più i propri limiti. Dopo la sconfitta dell'Associazione Esseri Misteriosi, Bad abbandona l'Associazione Eroi, disprezzando il fatto che quest'ultima lo abbia assegnato come guardia del corpo personale di persone ricche e facoltose stabilitesi nel proprio quartier generale, dimenticandosi invece dei cittadini. Mazza Metallica si unisce quindi ai Neo Heroes, ma come spia, per capire se la nuova associazione di eroi nasconde qualcosa. Ha una sorellina, Zenko, a cui è molto affezionato. Doppiato da: Wataru Hatano (ed. giapponese), Marco Vivio (ed. italiana).

##### Pri Pri Prisoner
- 17ª posizione: Pri Pri Prisoner (ぷりぷりプリズナー?, Puripuri Purizunā). È un uomo molto muscoloso usualmente vestito da carcerato, anche se spesso si strappa i vestiti durante i combattimenti (rimanendo completamente nudo) quando gonfia eccessivamente i muscoli per aumentare la propria forza; nel vederlo in tale stato, Sonic ha affermato di non considerarlo quasi umano. Dichiaratamente omosessuale sia nei discorsi che negli atteggiamenti (spesso eccessivamente parodiati), ha deciso di restare nella prigione in cui vengono rinchiusi i criminali più potenti e pericolosi del mondo; grazie alla sua forza eccezionale, divenne quasi subito il capo di tutto il penitenziario, trasformandolo di fatto nel suo harem maschile personale. Normalmente esce dal carcere sfondandone i muri per andare a catturare criminali particolarmente belli. Con il peggiorare delle apparizioni dei mostri, viene chiamato sempre più spesso dall'Associazione Eroi. Ha dimostrato di essere in grado di adattarsi rapidamente a combattimenti estremi, diventando così più forte ogni volta. Doppiato da: Masaya Onosaka (ed. giapponese), Alberto Angrisano (ed. italiana).

#### Eroi di Classe A

##### Dolcetto Mask
- 1ª posizione: Dolcetto Mask (イケメン仮面アマイマスク?, Ikemen Kamen Amai Masuku), precedentemente noto come Secret Mask (シークレット仮面?, Shīkuretto Kamen), il cui vero nome è Beaut (ビュウト?, Byūto).

È l'eroe che detiene la 1ª posizione nella Classe A dell'Associazione Eroi. Uomo dall'aspetto bellissimo, attore di successo e l'eroe più popolare al mondo, è soprannominato Maschera Belloccia. A discapito del suo angelico aspetto, ha più volte dimostrato un carattere spietato, non esitando a giustiziare mostri che si erano già arresi ed una volta stava addirittura per uccidere un gruppo di persone vittime del controllo mentale di un essere misterioso senza apparentemente farsi scrupoli, venendo tuttavia fermato in tempo dall'intervento di Iairon, la Donnola Travestita e Bushi Drill. Possiede forza e velocità immense, oltre a grandi capacità rigenerative, anche se non al livello di quelle di Zombieman. Nonostante le sue abilità siano palesemente superiori alla classe d'appartenenza, ha deciso di non avanzare di rango per impedire agli eroi più deboli, verso i quali prova un enorme disgusto, di entrare nella Classe S per far rimanere quest'ultima una classe d'élite. Secondo lui, gli eroi dovrebbero incarnare gli ideali della bellezza e dell'invincibilità, oltre ad essere punti di riferimento per i cittadini comuni. Per questo motivo, è spesso molto critico con gli eroi sconfitti e con i danni collaterali degli scontri, soprattutto quelli su larga scala in cui è spesso coinvolta la Classe S. Il suo punto debole è la bruttezza: se è in presenza di un mostro particolarmente brutto, perde tutta la forza e la volontà combattiva. Agli albori della sua carriera da eroe, Beaut aveva un aspetto sgradevole (che celava con una maschera) e a causa dell'intenso odio per questo, finì per trasformarsi in un essere misterioso dalle sembianze di un bellissimo uomo. Dopo che la sua natura di essere misterioso viene scoperta, Beaut è costretto ad abbandonare l'Associazione Eroi e a sparire dalla circolazione, ma ricompare tempo dopo sotto una nuova veste per combattere dei robot che stavano attaccando una città. Doppiato da: Mamoru Miyano (ed. giapponese), Emiliano Reggente (ed. italiana).

##### Iairon
- 2ª posizione: Iairon (イアイアン?, Iaian)

È il miglior allievo di Atomic Samurai, il quale lo chiama semplicemente Iai, nonché suo fedele scudiero. Indossa un'armatura simile a quella di un cavaliere ed è armato di una katana. Anche se non al livello del suo maestro, anche Iairon può sferrare fendenti devastanti capaci di tranciare nemici molto resistenti. Nello scontro con Melzargard perde il braccio sinistro. Il suo nome è un insieme di due parole: "iai" (居合い), un'arte marziale giapponese famosa per le sue rapide e letali sequenze di estrazione e rinfodero della spada, e "aian" (アイアン), cioè ferro (iron in inglese), in riferimento alla sua armatura. Doppiato da: Yoshimasa Hosoya (ed. giapponese), Andrea Mete (ed. italiana).

##### Donnola Travestita
- 3ª posizione: Donnola Travestita

Compagno d'armi di Iairon, suo amico e secondo allievo di Atomic Samurai. È in grado di generare con la spada una lama d'aria gigante in grado di tagliare materiali molto resistenti. Benché sia un maschio, Donnola Travestita si veste da donna in quanto ha un cuore femminile.

##### Bushi Drill
- 4ª posizione: Bushi Drill

Terzo allievo di Atomic Samurai. Lui stesso veste con abiti tipici da samurai, ma usa una spada a forma di trivella dotata di lame rotanti.

##### Carro Armato Pesante Fundoshi
- 5ª posizione: Carro Armato Pesante Fundoshi

Possiede un imponente fisico e combatte a mani nude.

##### Blue Fire
- 6ª posizione: Blue Fire

Vestito con una divisa da arti marziali, combatte usando dei lanciafiamme nascosti nelle maniche che gli consentono di sparare fiammate blu. Viene sconfitto facilmente da Garo che gli strappa via un avambraccio.

##### Trickman
- 7ª posizione: Trickman

Vestito come un prestigiatore, viene anch'egli sconfitto da Garo insieme a Blue Fire e a Carro Armato Pesante Fundoshi. È doppiato da Gabriele Lopez (ed. italiana).

##### Death Gatling
- 8ª posizione: Death Gatling

Combatte principalmente usando una mitragliatrice al posto del braccio sinistro, ma dispone anche di un coltello. La sua mossa finale è chiamata Death Shower e consiste in una devastante scarica di proiettili in un'area concentrata che però svuota completamente il caricatore della mitragliatrice. Insieme a Stinger, Occhiali, Smile Man, Rospofalce, Wild Horn, Gun Gun e Shooter combatte contro Garo, finendo però per essere sconfitto assieme ai compagni (nel webcomic Death Gatling affronta Garo da solo).

##### Tank-Top Vegetarian
- 9ª posizione: Tank-Top Vegetarian

È il più forte del gruppo di Tank-Top Master dopo quest'ultimo grazie, a detta dei compagni, ad una dieta ricca di fibre e vitamine. Viene sconfitto facilmente da Garo per ben due volte.

##### Stinger
- 10ª posizione: Stinger

È un individuo fiducioso e carismatico, molto orgoglioso sia del suo grado di eroe che della sua popolarità nei sondaggi. Combatte con una lancia di bambù la cui punta può essere rimossa dal suo strato esterno, mostrandosi più liscia e acuminata. Debutta durante l'arco narrativo del Re degli Abissi dove riesce a sconfiggere da solo quasi tutti gli Abissali, ma verrà facilmente sconfitto poco dopo dal loro re.

##### Twin Tails
- 11ª posizione: Twin Tails

Ha l'aspetto di un giullare bendato. È in grado di tirare fuori lame, coltelli e palle di ferro dalle maniche ed è in grado usarli con enorme maestria, riuscendo a combattere contro più mostri di livello Tigre e Lupo contemporaneamente. Legati ai capelli porta diversi dadi che hanno riportato su tutte le facce il numero 4, considerato sfortunato in Giappone per via della sua pronuncia simile alla parola morte.

##### Grande Filosofo
- 13ª posizione: Grande Filosofo

##### Butterfly DX
- 16ª posizione: Butterfly DX

##### Genji Fulmine
- 17ª posizione: Genji Fulmine (Fulmine Genji nella versione italiana dell'anime).

##### Lampo Max
- 19ª posizione: Lampo Max

Combattente estremamente agile, affronta i nemici usando delle speciali scarpe contenenti polvere da sparo che gli consentono di sferrare potenti calci. In missione è anche piuttosto prudente, ma se messo con le spalle al muro non esita ad attaccare dando il meglio di sé. Nell'arco narrativo del torneo Super Fight si ritrova ad affrontare Suiryu venendo facilmente sconfitto da quest'ultimo.

##### One Shotter
- 22ª posizione: One Shotter

Formidabile cecchino, ha dimostrato di cavarsela abilmente sia sulla lunga che sulla corta distanza con il suo fucile, ma si fa prendere dal panico se si trova impossibilitato a sparare.

##### Green
- 24ª posizione: Green

Eroe che veste una lunga tunica, somigliando a un druido. Sulla sua testa cresce un cespuglio da cui s'innalzano dei rami. Ha la capacità di controllare le piante nel suo corpo e di usarle come armi. Green afferma che da quando era piccolo le piante crescevano dentro di lui e che ora sono totalmente fuse con il suo sistema nervoso. Tuttavia, usare le piante gli costa molta energia poiché esse assorbono le sostanze nutritive dal suo corpo, facendolo indebolire rapidamente.

##### Sopracciglia a Luna Crescente
- 25ª posizione: Sopracciglia a Luna Crescente

##### Palla Dorata
- 26ª posizione: Palla Dorata

Possiede un'incredibile precisione, venendo probabilmente considerato come uno dei migliori cecchini dell'Associazione Eroi. Combatte esclusivamente con una speciale fionda dotata di puntatore laser scagliando le sue "Palle dorate in Lega indeformabile", speciali sfere dorate che si trasformano in potenti punte metalliche in grado di perforare lamiere di ferro di 20 mm.

##### Smile Man
- 27ª posizione: Smile Man

È un membro dei tre "Fratelli Scontrosi" e combatte usando una kendama gigante.

##### Molla Baffuta
- 28ª posizione: Molla Baffuta

È uno spadaccino molto abile che combatte utilizzando un fioretto che fa apparire ogni volta da un fazzoletto come un prestigiatore. I suoi colpi sono molto rapidi, tanto da mettere in difficoltà Garo (non ancora trasformato in mostro) durante uno scontro in un vicolo piuttosto stretto. La sua mossa finale, nominata Tomboy, è in grado di perforare pali di cemento e interi palazzi e consiste nell'allungamento improvviso e molto rapido della sua spada dopo che quest'ultima si è contratta come una molla; tale colpo è molto potente, tanto che per fermarlo lo stesso Garo ha dovuto sacrificare una mano facendosela trafiggere per poter assorbire il colpo e contrattaccare. È molto amico di Palla Dorata e suo compagno di bevute. In italiano è doppiato da Roberto Draghetti (prima stagione) e da Massimo Bitossi (seconda stagione).

##### Narcissistoic
- 29ª posizione: Narcissistoic

Eroe che si veste sempre in modo elegante. Possiede un mento esageratamente lungo e appuntito. Definisce Dolcetto Mask il suo principale rivale in termini di bellezza. Nonostante le apparenze, ha un'indole violenta nel combattimento, mostrando un lato feroce e brutale verso gli esseri misteriosi. Porta con sé una rosa tenuta tra i denti.

##### Terry Peach
- 30ª posizione: Terry Peach

##### Forte
- 31ª posizione: Forte

##### Shadow Ring
- 32ª posizione: Shadow Ring

Ninja che possiede tecniche di combattimento simili a quelli di Flash l'Abbagliante, ma afferma di essersi addestrato in un luogo diverso da quello in cui l'eroe di Classe S si è allenato. Nonostante possa essere scambiato per un uomo a causa dell'abbigliamento che ne nasconde i tratti somatici, in realtà è una donna.

##### Doll Master
- 33ª posizione: Doll Master

##### Feather
- 34ª posizione: Feather

##### Air
- 35ª posizione: Air

##### Rospofalce
- 36ª posizione: Rospofalce

##### Snek Morso di Serpe
- 37ª posizione: Snek Morso di Serpe (Snek Morso di Serpente nella versione italiana dell'anime).

È uno degli esaminatori dell'Associazione Eroi che ha il compito di valutare i nuovi candidati e le loro abilità. In quanto eroe di Classe A, tiene in grande considerazione le sue responsabilità. Snek annuncia l'entrata ufficiale di Saitama e Genos nell'Associazione Eroi. È un abile combattente ed un esperto di arti marziali che utilizza uno stile di lotta che emula le movenze di un serpente con le braccia; indossa inoltre uno speciale vestito molto resistente fatto con la pelle di un essere misterioso serpentino che uccise in passato. Dopo aver saputo che Saitama è molto più forte di quanto sembri e che lo supererà presto nella graduatoria degli eroi, Snek lo attacca per difendere la propria posizione, ma viene ovviamente sconfitto facilmente da Saitama con un colpo, avendo così conferma sulla forza del protagonista. Durante il torneo Super Fight, al quale partecipa, viene sconfitto facilmente da Suiryu. Nel webcomic, dopo la disfatta dell'Associazione Esseri Misteriosi, l'Associazione Eroi affida un incarico a Snek, ma questi viene in seguito informato da Imperatorino che la missione che gli è stata affidata è falsa; in realtà quest'ultima riguarda uno scandalo insabbiato dall'Associazione Eroi per degli esseri misteriosi che aveva venduto a uomini di potere e che ora si sta servendo degli eroi per sbarazzarsi di quelli che sono riusciti a scappare durante il loro trasferimento. Ciò lascia scandalizzato Snek, facendogli provare astio e disprezzo verso l'Associazione Eroi.

##### Mantello Pelato
- 39ª posizione: Saitama, noto anche come Mantello Pelato (ハゲマント?, Hagemanto). Vedere sopra.

##### Heavy Kong
- Posizione sconosciuta: Heavy Kong

In precedenza si trovava alla 34ª posizione della classe A, la quale al momento è occupata dall'eroe Feather.

##### Serial Bomber
- Posizione sconosciuta: Serial Bomber

Ex eroe di Classe A, in seguito diventato un criminale.

#### Eroi di Classe B

##### Tempesta Infernale
- 1ª posizione: Tempesta (フブキ?, Fubuki, Tormenta nella versione italiana dell'anime), meglio conosciuta come Tempesta Infernale (地獄のフブキ?, Jigoku no Fubuki, Tormenta dell'Inferno nella versione italiana dell'anime).

È una potente esper, ha ventitré anni ed è la sorella minore di Tornado, nonostante possa sembrare l'esatto contrario. Comanda il Gruppo "Tempesta" (フブキ組 Fubuki gumi, Banda "Tormenta" nella versione italiana dell'anime), un'organizzazione all'interno della Classe B che mira a salvaguardare il rango e la posizione dei suoi membri, aiutandosi nelle missioni e spartendone i risultati. Nonostante le sue abilità siano superiori alla classe B, inizialmente non voleva avanzare nella Classe A in quanto, per sua stessa ammissione, non sarebbe riuscita ad arrivare all'apice, sostenendo di non poter mai raggiungere il livello di Dolcetto Mask, che considera alla stregua di un mostro; tuttavia, in seguito alla sconfitta dell'Associazione Esseri Misteriosi e al successivo confronto con sua sorella, decide finalmente di entrare nella Classe A. Doppiata da: Saori Hayami (ed. giapponese), Alessandra Bellini (ed. italiana).

##### Ciglietto
- 2ª posizione: Ciglietto (Ciglione nella versione italiana dell'anime)

Si occupa di gestire il Gruppo "Tempesta di Neve" quando Tempesta è assente. Usa come armi dei piegaciglia.

##### Scimmia Selvaggia
- 3ª posizione: Scimmia Selvaggia (Scimmione nella versione italiana dell'anime)

Il membro più forte fisicamente del Gruppo "Tempesta di Neve".

##### Wild Horn
- 6ª posizione: Wild Horn

##### Occhiali
- 21ª posizione: Occhiali

Ex membro del Gruppo "Tempesta di Neve" che decide di mettersi in proprio ed allenarsi per diventare più forte dopo aver incontrato Saitama. Insieme ad altri eroi affronta Garo, ma viene sconfitto da quest'ultimo riuscendo però ad inviare una richiesta di soccorso che viene accolta da Genos.

##### Pink Hornet
- 25ª posizione: Pink Hornet

##### Double Hole
- 29ª posizione: Double Hole

Possiede un setto nasale estremamente potente, capace di emettere starnuti in grado di sfondare pareti di cemento.

##### Smell Master
- 39ª posizione: Smell Master

##### Gungun
- 43ª posizione: Gungun

##### Butcher
- 49ª posizione: Butcher

##### Jet Niceguy
- 50ª posizione: Jet Niceguy

Cyborg simile a Genos, ma decisamente molto più debole. In caso di necessità, non si tira indietro neanche contro i mostri più forti. È il primo tra gli eroi che si trovavano in un apposito rifugio contro le calamità a decidere di mettersi contro il Re degli Abissi per proteggere i cittadini rifugiati lì.

##### Darkness Blade
- 56ª posizione: Darkness Blade

##### Needle Star
- 60ª posizione: Needle Star

##### Piko
- 65ª posizione: Piko

Membro del Gruppo "Tempesta di Neve" ed ex programmatore.

##### Crying Man
- 69ª posizione: Crying Man

È un membro dei tre "Fratelli Scontrosi" e combatte usando una zhuqingting gigante.

##### Trappola Tengu
- 70ª posizione: Trappola Tengu

##### Capitan Mizuki
- 71ª posizione: Capitan Mizuki.

Si mostra come un’avvenente ed atletica ragazza. Veste con attillati vestiti sportivi che mostrano il suo fisico temprato. Possiede notevoli capacità fisiche che le permettono di tenere testa a mostri di livello Tigre e Lupo senza troppe difficoltà. Porta al collo delle medaglie sportive ad indicare probabilmente la sua bravura, ma che all'occorrenza possono trasformarsi in dischi taglienti da lanciare contro il nemico. Durante la guerra contro l'Associazione Esseri Misteriosi, Mizuki riceve l'incarico di fare da scorta agli eroi di Classe S. Mizuki è l'allieva di Superlega Nerolucido, il quale la spinge ad ambire a diventare forte come lui. Possiede un'arma polimorfica in grado di trasformarsi in vari attrezzi sportivi che utilizza durante il combattimento.

##### Lily
- 74ª posizione: Lily

Membro del Gruppo "Tempesta di Neve", nonché segretaria di Tempesta.

##### Osso
- 77ª posizione: Osso

##### Tanktop Black Hole
- 81ª posizione: Tank-Top Black Hole

Si vanta di poter stritolare tutto con la sua presa da 200 kg.

##### Mushroom
- 93ª posizione: Mushroom

##### Shooter
- 99ª posizione: Shooter

#### Eroi di Classe C

##### Spatent Rider
- 1ª posizione: Satoru, meglio noto come Spatent Rider

Privo di qualsivoglia caratteristica fisica speciale, possiede un incrollabile senso della giustizia che lo spinge ad ergersi in difesa dei più deboli anche contro nemici verso i quali sa di non avere alcuna possibilità di vittoria. La sua incrollabile forza di volontà l'ha reso molto popolare e stima moltissimo Saitama, il quale non lo guarda dall'alto in basso nonostante l'incommensurabile differenza di forza tra loro. Sebbene ne abbia il diritto data la sua posizione nella graduatoria degli eroi, non vuole essere promosso alla Classe B poiché non si ritiene ancora all'altezza. Doppiato da: Yūichi Nakamura (ed. giapponese), Angelo Evangelista (ed. italiana, prima stagione), Federico Campaiola (ed. italiana, seconda stagione).

##### Rilegatore Misterioso Shell
- 3ª posizione: Rilegatore Misterioso Shell

##### Tank-Top Tiger
- 13ª posizione: Tank-Top Tiger

##### D-Pad
- 22ª posizione: D-Pad

È un abile combattente corpo a corpo che lotta spesso insieme a Bretella Funebre. Veste un costume modellato su di un controller per videogiochi giallo con tasti incrociati (da cui il nome) ed indossa anche un mantello rosso.

##### Bretella Funebre
- 40ª posizione: Bretella Funebre

È un abile combattente corpo a corpo che lotta spesso insieme a D-Pad. Indossa delle speciali bretelle molto elastiche e resistenti che consentono al suo compagno di farlo oscillare come fosse un martello atletico per colpire i nemici.

##### Food Battler Futoshi
- 66ª posizione: Food Battler Futoshi

È un eroe sovrappeso piuttosto veloce e agile per una persona con la sua conformazione fisica. Pare abbia un metabolismo molto accelerato che lo spinge a mangiare spesso per essere in piena forza.

##### Battery Man
- 85ª posizione: Battery Man

##### Sciarpetta Rossa
- 89ª posizione: Sciarpetta Rossa

##### Armored-Caporeparto
- 111ª posizione: Armored-Caporeparto

Per perseguire il suo sogno di diventare un eroe, si è dimesso dal suo precedente lavoro da colletto bianco e ha usato il TFR per realizzare un'armatura che gli copre gli arti. Nonostante non sembri molto forte, si è dimostrato abbastanza sicuro da affrontare da solo un essere misterioso di livello Lupo, il quale di solito richiederebbe almeno tre eroi di Classe C per essere gestito.

##### Gearsper
- 133ª posizione: Gearsper

##### Skunk Boy Gasmask
- 141ª posizione: Skunk Boy Gasmask

##### Grave Eight
- 174ª posizione: Grave Eight

##### Ecolo G
- 179ª posizione: Ecolo G

##### Monocross
- 203ª posizione: Monocross

##### Dynamite Man
- 221ª posizione: Dynamite Man

##### Angry Man
- 255ª posizione: Angry Man

È un membro dei tre "Fratelli Scontrosi" e combatte usando una trottola gigante.

##### Puledro Bone
- 283ª posizione: Puledro Bone

##### Studless
- 295ª posizione: Studless

##### Poison
- 300ª posizione: Poison

##### Bunbun Man
- 331ª posizione: Bunbun Man

##### Hyottoko
- 347ª posizione: Hyottoko

##### Nappa Rossa
- 358ª posizione: Nappa Rossa

##### Saturn Man
- 359ª posizione: Saturn Man (Grand Cross)

#### Eroi ritirati

##### Il Laureato
Pensava solamente a studiare, così è diventato eroe per cambiare sé stesso, ma per la delusione ha poi cambiato lavoro mettendo a frutto il suo curriculum scolastico.

##### Allbackman
Ex eroe di Classe C, posizione sconosciuta.

#### Dipendenti

##### Sitch
È uno dei dirigenti dell'Associazione Eroi. Ha l'aspetto di un uomo di mezza età con capelli bianchi ed un naso a patata. È una persona seria, ma anche molto gentile ed è tra i pochi dirigenti dell'associazione a tenere veramente allo stato dei cittadini e degli eroi. Giustamente, si lamenta ogni qualvolta l'Associazione Eroi non si prepara adeguatamente ad affrontare una calamità oppure quando spende tempo e denaro per cose non necessarie. La sua preoccupazione potrebbe essere esagerata, ma la sua valutazione non è mai errata. Pare conoscere personalmente Blast.

##### Sekingar
È uno dei dirigenti dell'Associazione Eroi. Possiede un occhio cibernetico in grado di proiettare immagini olografiche e persino di sparare un raggio laser. Durante la guerra contro l'Associazione Esseri Misteriosi, Sekingar perde la mano destra, la quale sarà in seguito rimpiazzata da una protesi cibernetica. Tempo dopo, Sekingar dà le proprie dimissioni dall'Associazione Eroi, ma in realtà tale gesto fa parte di un piano per poter scoprire segreti riguardanti la Neo Heroes.

##### Lavoratore barbuto
È un dipendente dell'Associazione Eroi che monitora le missioni. Non si conosce il suo nome. Doppiato da: Shouta Yamamoto (ed. giapponese), Andrea Ward (ed. italiana).

##### Lavoratore occhialuto
È un dipendente dell'Associazione Eroi che supervisiona gli esami di coloro che vogliono iscriversi a tale organizzazione. Afferma che la forza di Saitama è tale che sembra quasi che un dio alberghi nel suo corpo ed è sicuro che in breve tempo il ragazzo scalerà la vetta della graduatoria degli eroi. Doppiato da: Yūji Ueda (ed. giapponese), Stefano Onofri (ed. italiana).

### Neo Heroes
La Neo Heroes è una nuova organizzazione di eroi creata per sostituire la prevalente Associazione Eroi. È stata fondata ed è guidata da Fuzzy, nipote della chiaroveggente Shibabawa. A differenza dell'organizzazione rivale, la Neo Heroes recluta membri attraverso uno speciale sistema di "headhunting" piuttosto che attraverso una prova scritta e fisica. Ci sono più di 2000 candidati nell'organizzazione. La Neo Heroes sembra essere a conoscenza dei difetti dell'Associazione Eroi in termini di corruzione, trattamento ingiusto dei suoi eroi e frequenti danni collaterali degli scontri per poter così costruire la migliore organizzazione di eroi. Ai propri membri vengono offerti molteplici vantaggi e un trattamento molto più equo rispetto a quello riservato nell'Associazione Eroi. Tuttavia, sembra che la Neo Heroes stia segretamente tramando qualcosa.

#### Blue
Blue (ブルー?, Burū)
È il migliore e più potente eroe della Neo Heroes. È il figlio di Blast e della defunta madre Maya, il cui vero nome in realtà era Luna, sorella di Spazio Vuoto. Blue è un giovane ragazzo di 16 anni dai capelli chiari con ciuffi che gli pendono sul volto, occhi con iridi multicolore ed indossa una giacca bianca, guanti e pantaloni larghi, calzini neri e scarpe da ginnastica bianche. È un individuo tranquillo e riservato con una natura curiosa, molto determinato e ambizioso; ha mostrato di avere anche un lato impaziente ed irritabile quando è stato fermato ed interrogato da Genos. Possiede forza, velocità e riflessi immensi, sembra essere un esperto combattente nel corpo a corpo ed indossa una speciale tuta da battaglia in grado di aumentare la sua potenza e dotata di guanti energetici. A quanto viene affermato, Blue aspirerebbe a superare suo padre. Assistendo di nascosto alla vittoria di Saitama contro il robot Mirror, una minaccia di livello Drago, Blue viene a conoscenza della vera forza del protagonista, volendo in seguito arruolarlo nella Neo Heroes.

#### McCoy
McCoy (マッコイ?, Makkoi)
Al suo debutto nel manga, è il secondo capo delle operazioni nella Città Z dell'Associazione Eroi. È un uomo muscoloso con gli occhiali, indossa una benda sull'occhio destro, porta i capelli pettinati verso l'alto ed è vestito con un classico completo da ufficio. Viene presentato come una cattiva persona, con manie di controllo ed opportunista, apparentemente alla ricerca di nuovi modi per elevarsi al di sopra di ogni situazione vantaggiosa, indipendentemente dal fatto che si tratti di forze esterne o anche all'interno dell'azienda a cui è affiliato. Quando una stazione di polizia viene attaccata da un essere misterioso, McCoy ricatta per telefono il capo del dipartimento di polizia Kuma per obbligarlo ad implorare il suo aiuto, ma Saitama, che si trovava nella stazione di polizia, prima rompe la cornetta del telefono, poi sconfigge l'essere misterioso ed infine, travestito da poliziotto, lo porta fuori per far fare bella figura alla polizia agli occhi della gente. McCoy viene introdotto anche nel webcomic successivamente agli eventi riguardanti l'Associazione Esseri Misteriosi e Garo come dirigente e responsabile delle risorse umane della Neo Heroes.

## Esseri misteriosi
Con "esseri misteriosi" l'Associazione Eroi si riferisce alle creature che pongono una minaccia per la società.
Gli esseri misteriosi sono classificati secondo il livello di disastro che possono provocare:
- Dio (神?, Kami): il livello di disastro più elevato e corrisponde al pericolo di estinzione per l'intera umanità. Questo livello non è mai stato attribuito ad alcuna minaccia, anche se Garo, nella sua forma mostruosa, se l'è autoattribuito essendo riuscito a sconfiggere gran parte degli eroi di Classe S in pochi istanti. Nel databook ufficiale, Lord Boros è catalogato come "Drago+" poiché, stando alle dichiarazioni dell'autore, l'alieno andrebbe collocato in un livello intermedio tra Drago e Dio, così come anche Garo trasformato in mostro e persino Orochi. Altra calamità simile è stato l'attacco degli alieni di Boros, anche se non è riconosciuto ufficialmente. Finora, "Dio" è l'unico essere mostrato che sembra poter rientrare nel livello di calamità Dio.
- Drago (竜?, Ryū): indica un pericolo di distruzione per più città, tipicamente (se si tratta di una creatura) di livello di forza superiore ad un eroe di Classe S. Bang, Tornado e Mazza Metallica hanno mostrato di essere in grado di affrontare da soli mostri di questa potenza, mentre altri eroi come Imperatorino, Pig God, Atomic Samurai, Zombieman e Pri Pri Prisoner non sono riusciti a sconfiggere nemici di questo livello (escludendo il secondo scontro tra Imperatorino e Phoenixman avvenuto nel manga). Alcuni esseri di questo livello sono: Scarabeo Asura, Melzargard, Geryuganshoop, Vaccine Man, Antico Millepiedi, Gohketsu, Imperatore Clochard, Sperma Nero, Comandante Supremo Vomitoso Bruttoccio, Gengiva, Miao, Acqua Naturale Diabolica e Pochi.
- Demone (鬼?, Oni): indica un pericolo di distruzione per una singola città o di interruzione dei suoi servizi; un eroe di Classe S dovrebbe essere in grado di gestire una minaccia di questo tipo in circostanze normali. Alcuni esseri di questo livello sono: Re degli Abissi, Mosquito Girl e Senpai Millepiedi.
- Tigre (虎?, Tora): indica un pericolo di morte per numerose vite umane; eroi di Classe A dovrebbero essere in grado di gestire questo livello di disastro.
- Lupo (狼?, Ōkami): indica un essere o un gruppo che potrebbe essere un pericolo per vite umane, tipicamente affrontati dalla Classe B o A. Nell'anime non è presente.

Per quanto visto fino ad ora, ci sono diversi tipi di esseri misteriosi che si possono classificare in base alla loro nascita:
- Esseri misteriosi naturali, cioè mostri nati come tali in maniera naturale. Un esempio sono le varie razze aliene dei Dark Matter. Altre sono Vaccine Man, che sostiene di essere stato creato dalla Terra in risposta all'inquinamento terrestre, o gli Abissali, che si sono evoluti naturalmente in quel modo. In genere sono i più pericolosi e spesso sono minacce che vanno da Demone a Drago.
- Esseri misteriosi artificiali, ovvero tutti quegli esseri creati artificialmente dall'uomo. Un esempio sono tutte le varie creature della Casa dell'Evoluzione.
- Esseri umani trasformati, categoria che si divide ulteriormente in quattro gruppi:

1. Esseri umani trasformati tramite esperimenti umani. Un esempio è Marugori, il quale si è trasformato in un colossale essere misterioso dopo aver bevuto il biceps king, un potente steroide sperimentale creato da Fukegao, suo fratello maggiore.
2. Esseri umani trasformati dalle loro ossessioni. In determinate circostanze fisiche e/o mentali (come ad esempio avendo un'ossessione molto intensa verso qualcosa), gli umani possono subire mutazioni fisiche. Generalmente, questi esseri evidenziano vari problemi psicologici e non sono molto forti, come ad esempio Granchilante, il quale è stato sconfitto da un Saitama che non si era ancora allenato e aveva le capacità di un uomo normale. Tuttavia, tali creature possono diventare più forti come ad esempio Garo, il quale si è trasformato in un mostro così forte da sconfiggere la maggior parte degli eroi di Classe S, continuando inoltre ad evolversi durante lo scontro con Saitama.
3. Esseri umani trasformati da "Dio". Durante l'arco narrativo dell'Associazione Esseri Misteriosi, si viene a sapere dell'esistenza di una misteriosa entità, chiamata "Dio" da Imperatore Clochard, che trasformerebbe gli umani in mostri. Secondo quanto detto da Imperatore Clochard, "Dio" ha trasformato lui e varie altre persone normali in mostri che possono raggiungere il livello Drago e sarebbe sempre questa entità a muovere le fila dell'Associazione Esseri Misteriosi. Prima di rivelare altro su di lui, però, questi gli appare in una visione e gli sottrae tutti i poteri, uccidendolo.
4. Esseri umani trasformati tramite "Cellule di Mostro". Nel manga e nell'anime, Orochi è in grado di generare "Cellule di Mostro", strani oggetti organici simili a frutti deformi che trasformano le persone che li ingeriscono in mostri. A differenza della trasformazione effettuata da "Dio", questa presenta diversi svantaggi: in primo luogo, non è direttamente operata da Orochi, ma attraverso la Cellula di Mostro, il che significa che quest'ultima deve essere fisicamente mangiata e che quindi è possibile fermare una persona prima che lo faccia, diversamente da "Dio" che può agire a distanza direttamente sulla persona che vuole trasformare (anche se forse è necessario il consenso della suddetta persona o almeno che quest'ultima stabilisca un determinato "contatto" con l'entità); inoltre la Cellula di Mostro deve essere mangiata cruda perché avvenga la trasformazione e il livello di forza dell'umano trasformato dipende in gran parte dalla forza che aveva prima della mutazione.

### Associazione Esseri Misteriosi
L'Associazione Esseri Misteriosi (chiamata anche Associazione Mostri nel doppiaggio italiano dell'anime) è un'organizzazione formata da molti esseri misteriosi che mira a distruggere i governi dell'uomo e l'Associazione Eroi. È stata fondata da Psychos ed è guidata da quest'ultima sotto le spoglie di Gyorogyoro, fungendo da consigliere militare e supervisore dell'Associazione Esseri Misteriosi, e da Orochi che funge da capo dell'organizzazione. È composta da circa 500 esseri misteriosi dei quali circa 30 sono di livello di calamità Demone o superiore.

#### Sovrano degli Esseri Misteriosi Orochi
Sovrano degli Esseri Misteriosi Orochi (怪人王オロチ?, Kaijin'ō Orochi)
Apparso solo nel manga e nell'anime, è il capo dell'Associazione Esseri Misteriosi. Si presenta come un mostruoso gigante alto circa 27 m con varie corna sulla testa ed il corpo composto da draghi serpentiformi "intrecciati" fra loro per dargli una forma umanoide; inoltre indossa un grande mantello sgualcito ed è solitamente seduto su di un trono, caratteristiche che, unite al suo aspetto, lo fanno assomigliare ad un re demone. Nella sua "vera" forma possiede zampe da insetto al posto delle gambe ed il volto ha soltanto due occhi bianchi. Parla di rado e lascia che siano i suoi sottoposti a svolgere i suoi incarichi. Ha dimostrato di essere molto più potente rispetto alla media dei mostri di livello Drago: possiede forza fisica, velocità e riflessi immensi, è in grado di allungare e flettere le sue corna ad elevata velocità, "srotolare" i draghi di cui è composto, può assumere forme alternative, emettere potenti ed intense fiammate, è capace di apprendere le tecniche dei suoi avversari dopo averle osservate anche solo una volta proprio come Garo e si è dimostrato in grado di rigenerarsi assorbendo sangue da altre creature. Viene sconfitto inizialmente da Saitama e ridotto in fin di vita, per poi rigenerarsi ed essere in seguito sconfitto nuovamente grazie alla collaborazione tra vari eroi di Classe S. In passato era un essere umano. Doppiato da: Atsushi Ono (ed. giapponese), Alberto Angrisano (ed. italiana).

#### Gyorogyoro
Gyorogyoro (ギョロギョロ?, Gyorogyoro, Strabuzzocchio nella versione italiana dell'anime)
È un potente essere misterioso di livello Drago dell'Associazione Esseri Misteriosi di cui ne è il capo nel webcomic; nel manga e nell'anime, invece, è ufficialmente il consigliere militare di Orochi, ma in realtà questi ha subito numerosi lavaggi del cervello da parte di Gyorogyoro che sembra così essere riuscito ad ottenere il quasi totale controllo su di lui, anche se in seguito Orochi confessa di essersi finto sottomesso e di aver segretamente usato il suo consigliere soltanto per promuovere la propria crescita. Appare come un grande mostro verde (rosa nell'anime) obeso con un solo occhio, senza bocca, con due gambe tozze, otto piccole braccia sulla testa, altre due sul petto e due braccia più grandi posizionate come quelle di un essere umano; quando usa tutto il suo potere, numerosi occhi si aprono sul suo corpo e quest'ultimo assume una colorazione più scura. Possiede potenti capacità telepatiche e telecinetiche e dispone di droni-spia organici con i quali può connettersi telepaticamente, vedendo e comunicando attraverso di essi. In realtà Gyorogyoro è soltanto un corpo senza coscienza creato in laboratorio e manovrato a distanza telepaticamente da una potente esper chiamata Psychos (サイコス?, Saikosu), anche nota come "Terzo Occhio" Psychos. È stata lei a far diventare Orochi un essere misterioso.

#### Pochi
Pochi (育ちすぎたポチ?, Sodachisugita Pochi)
È un potente essere misterioso di livello Drago che funge da cane da guardia dell'Associazione Esseri Misteriosi. Ha l'aspetto simile a quello di un gigantesco e mostruoso cane nero con 6 occhi, una pelliccia arruffata, quattro dita per zampa e una grande bocca dotata di grosse zanne. Molto resistente e agile, è in grado di emettere potenti attacchi energetici dalla bocca. Durante l'arco narrativo dell'Associazione Esseri Misteriosi, Pochi affronta inizialmente Garo, riuscendo a sopraffarlo, ma viene successivamente sconfitto da Saitama con un pugno. Tempo dopo la sconfitta dell'Associazione Esseri Misteriosi, Pochi, misteriosamente rimpicciolito alle dimensioni di un cane normale (quelle di un cucciolo nel webcomic e di un cane di taglia media nel manga), viene "adottato" da Saitama insieme a Sperma Nero. Diventa in seguito una sorta di mascotte ed arma segreta del gruppo di Fubuki dopo averli seguiti e salvati da un essere misterioso, salvo poi scappare per tornare da Saitama.

#### Sperma Nero
Sperma Nero (黒い精子?, Kuroi Seishi)
È un potente essere misterioso di livello Drago ed uno dei dirigenti dell'Associazione Esseri Misteriosi. Appare come un essere umanoide tutto nero con la faccia bianca e un'antenna sulla testa. Possiede forza, velocità, riflessi e resistenza immensi e se dispone di un numero sufficiente di cellule nel proprio corpo, può aumentare le dimensioni di quest'ultimo, manipolarne la forma, rigenerarlo e persino dividersi in più copie di sé stesso, tante quante sono le cellule nel suo corpo, dato che ciascuna di esse costituisce uno Sperma Nero; queste copie possono anche fondersi fra di loro in un unico individuo più potente che però non è più in grado di rigenerarsi o scindersi, dato che, a fusione terminata, soltanto una delle copie sopravvive, mentre le altre muoiono venendo completamente assimilate. Proprio a causa della morte delle sue cellule a seguito della loro fusione, Sperma Nero ricorre a tale abilità soltanto in caso di assoluta necessità. Nel webcomic Sperma Nero arriva a fondere 10 trilioni di sue cellule (43 trilioni nel manga), formando così Sperma Dorato (黄金精子?, Ōgon Seishi), il quale è talmente potente da mandare al tappeto una Tornado indebolita e tenere testa per breve tempo ad un Garo prossimo a trasformarsi completamente in mostro. Nel manga Sperma Dorato subisce un'ulteriore evoluzione fondendosi con più di altre 11 trilioni di cellule di Sperma Nero, diventando così Sperma Platino (白金 精子?, Puratinamu Seishi). Sia nel webcomic che nel manga, queste fusioni muoiono per mano di Garo. Dopo la sconfitta dell'Associazione Esseri Misteriosi, Sperma Nero riesce a sopravvivere, ma a causa della perdita di quasi tutte le sue cellule si è estremamente indebolito (affermando addirittura che persino un bambino potrebbe riuscire a batterlo in quello stato), tant'è che per evitare di essere eliminato dagli eroi, si vede costretto a farsi "adottare" da Saitama fingendosi una specie di scimmia.

#### Acqua Naturale Diabolica
Acqua Naturale Diabolica (エビル天然水?, Ebiru Ten'nensui)
È un potente essere misterioso di livello Drago ed uno dei dirigenti dell'Associazione Esseri Misteriosi. Ha l'aspetto di una massa d'acqua con due occhi che vi galleggiano all'interno; dentro di sé sono presenti anche diversi pesci simili a mostruosi piranha chiamati "Mad Doctor Fish", esseri misteriosi di livello di calamità Tigre che possono venire scagliati contro il nemico a grande velocità ed in grado di divorare completamente un corpo in pochi secondi. Acqua Naturale Diabolica è in grado di sparare getti d'acqua ad alta pressione capaci di tagliare la katana di Iairon e sopraffare anche combattenti del calibro di Atomic Samurai e Pig God. È inoltre in grado di aumentare le proprie dimensioni assorbendo acqua. Nel manga, dopo essere finito nell'oceano, assorbe talmente tanta acqua da diventare Acqua Oceanica Diabolica (エビル海洋水?, Ebiru Kaiyōsui), un titanico essere misterioso dal livello di calamità sconosciuto. Viene tuttavia sconfitto da Saitama ed in seguito, divenuto molto piccolo, mangiato da Pig God.

#### Imperatore Clochard
Imperatore Clochard (ホームレス帝?, Hōmuresu Tei)
È un potente essere misterioso di livello Drago ed uno dei dirigenti dell'Associazione Esseri Misteriosi. Appare come un umano dall'aspetto trasandato con lunghi capelli neri spettinati, un folto pizzetto, borse sotto agli occhi e che indossa una tuta scura, un paio di guanti senza dita, un mantello sgualcito legato intorno al collo e una piccola corona sulla testa. Possiede grandi riflessi, una velocità superiore alla media umana ed è in grado di materializzare e manovrare a piacimento sfere d'energia che possono esplodere al contatto e dotate di un grande potere distruttivo. Tuttavia Imperatore Clochard non è adatto ai combattimenti ravvicinati, essendo il suo corpo quello di una persona normale e perciò ha grosse difficoltà nei combattimenti corpo a corpo contro avversari veloci. Prima di ottenere i suoi poteri, lavorava in un'azienda come recluta, ma fu ingiustamente licenziato, venne in seguito cacciato di casa e divenne un senzatetto. Tempo dopo, una misteriosa entità, chiamata da lui "Dio", gli apparve e gli donò i poteri con il compito di sterminare l'umanità. Dopo essere stato bloccato a terra da Zombieman e da questi interrogato, Imperatore Clochard viene ucciso a distanza da "Dio".

#### Phoenixman
Phoenixman (フェニックス男?, Fenikkusu Otoko, Phoenix Man nella versione italiana dell'anime)
È un essere misterioso, inizialmente di livello Demone, appartenente all'Associazione Esseri Misteriosi. Alla sua prima apparizione nel manga, ha l'aspetto di un grande uccello simile ad una fenice con un paio di enormi occhi bianchi (verdi nell'anime) e due mani umane nascoste tra le piume. In passato, quando era ancora umano, lavorava come mascotte di uno spettacolo televisivo per bambini chiamato Animal Kingdom, ma in seguito alla cancellazione del programma, cadde in una profonda depressione che lo portò inconsapevolmente a fondersi con il costume da uccello che indossava nello show, divenendo così un essere misterioso. Nonostante abbia un buon senso del giudizio e un acuto intelletto, in battaglia può diventare arrogante e tende a parlare troppo con i suoi avversari, dando così la possibilità a questi ultimi di preparare delle contromisure. Ha mostrato un rapporto confidenziale con Gyorogyoro nonostante la differenza di rango tra di loro. Dopo essere stato sconfitto e ridotto in fin di vita da Imperatorino, Phoenixman si evolve, guarendo da tutte le ferite e diventando una calamità di livello Drago, ma dopo essere stato sconfitto nuovamente dal giovane eroe di Classe S, regredisce ad un livello di calamità inferiore a Lupo, diventando una sorta di uomo-pulcino chiamato Chick Man. Tempo dopo la sconfitta dell'Associazione Esseri Misteriosi, viene mostrato che Chick Man, diventato più grande, ma senza essere riuscito a riottenere il suo precedente potere, ha trovato lavoro come intrattenitore per bambini, trovandosi inoltre soddisfatto della sua attuale mansione.

#### Principessina Super S
Principessina Super S (怪人姫弩S?, Kaijin Hime Do S, Sadoma S nella versione italiana dell'anime)
È un essere misterioso di livello Demone appartenente all'Associazione Esseri Misteriosi. Ha l'aspetto di una donna umana dotata di occhi con sclere nere, lunghi capelli biondi adornati da un grosso fiore nero, un simbolo a forma di cuore sulla fronte e vestita con un completo da regina del sadomaso con una maschera che le copre il naso e la mostruosa bocca dotata di denti aguzzi e di una lingua molto lunga. Possiede forza, resistenza, agilità e velocità sovrumane, ha un'incredibile elasticità del corpo, può rigenerarsi assorbendo sangue dai mostri tramite la lingua ed è armata di una frusta spinata con la quale può esercitare un potere ipnotico che trasforma in schiavi d'amore al suo servizio chiunque colpisca con l'arma; alcuni individui hanno dimostrato di resistere a questo potere nonostante, ironicamente, persino la stessa Super S non ne sia immune.

#### Kohai Millepiedi
Kohai Millepiedi (ムカデ後輩?, Mukade Kōhai, Centopiedi Novellino nella versione italiana dell'anime)
È un essere misterioso appartenente all'Associazione Esseri Misteriosi dalle sembianze di un centopiedi gigante con un volto umanoide. Viene ucciso da Mazza Metallica.

#### Senpai Millepiedi
Senpai Millepiedi (ムカデ先輩?, Mukade Senpai, Centopiedi Adepto nella versione italiana dell'anime)
È un essere misterioso di livello Demone appartenente all'Associazione Esseri Misteriosi. È il superiore di Kohai Millepiedi ed il suo aspetto è molto simile a quello di quest'ultimo, ma più grande e "maturo". Viene ucciso da Mazza Metallica.

#### Antico Millepiedi
Antico Millepiedi (ムカデ長老?, Mukade Chōrō, Centopiedi Decano nella versione italiana dell'anime)
È un potente essere misterioso di livello Drago ed uno dei dirigenti dell'Associazione Esseri Misteriosi, nonché il primo essere misterioso ad essere ufficialmente presentato con questo livello di calamità nel webcomic e nel manga. Antico Millepiedi Gigante ha l'aspetto di un mostruoso e colossale centopiedi con una faccia umanoide collocata sulla fronte della sua testa animalesca. Oltre all'immensa forza fisica conferitagli dalle sue dimensioni, possiede anche grandi riflessi e velocità, una corazza estremamente resistente e grandi capacità rigenerative; inoltre le sue dimensioni aumentano ogni volta che compie la muta. Viene ucciso da Saitama grazie ad uno stratagemma ideato da King.

#### Eremita Millepiedi
Eremita Millepiedi (ムカデ仙人?, Mukade Sen'nin)
È un colossale essere misterioso comparso soltanto nel manga e dal livello di calamità sconosciuto, ma presumibilmente dovrebbe essere almeno di livello Drago. Ha l'aspetto di un centopiedi ancora più grande e mostruoso di Antico Millepiedi. Compare dopo che i resti del corpo di Orochi finiscono accidentalmente su di un antico altare sotterraneo che pare essere collegato a "Dio", facendo quindi supporre che Eremita Millepiedi possa essere stato generato in quel momento. Viene ucciso da Garo.

#### Flame del Fuoco Infernale e Wind del Vento Violento
Flame del Fuoco Infernale (業火のフレイム?, Gōka no fureimu, Flame l'Infernale nella versione italiana dell'anime) e Wind del Vento Violento (疾風のウィドド?, Shippū no Windo, Wind il Ventoso nella versione italiana dell'anime)
Apparsi inizialmente solo nel manga ed in seguito aggiunti anche nel webcomic, sono due abilissimi ninja che si sono uniti all'Associazione Esseri Misteriosi per dominare il mondo e per eliminare Flash l'Abbagliante. Si sono allenati entrambi al Villaggio Ninja, un'organizzazione che ha addestrato diversi ninja tra cui anche Flash l'Abbagliante e Sonic il Supersonico; tuttavia, Flame e Wind appartengono alla 37ª generazione di laurea dell'organizzazione, considerata la "generazione d'oro", mentre Flash e Sonic provengono dalla 44ª ed ultima generazione, della quale sono gli unici sopravvissuti. Dopo essersi uniti all'Associazione Esseri Misteriosi ed aver mangiato una Cellula di Mostro a testa, Flame del Fuoco Infernale e Wind del Vento Violento acquisiscono la capacità di trasformarsi in mostri a comando, passando così da un livello di calamità Demone a un livello di calamità Drago. In combattimento, Flame del Fuoco Infernale utilizza una katana della quale può incendiare la lama all'occorrenza, mentre Wind del Vento Violento utilizza due maceti e fili molto resistenti e taglienti; inoltre possiedono entrambi una velocità elevatissima. Nonostante ciò, vengono uccisi insieme da Flash l'Abbagliante al termine di una battaglia a super-velocità. Successivamente vengono accidentalmente rianimati sotto forma di zombi da Phoenixman durante il secondo scontro tra quest'ultimo e Imperatorino, tornando poi completamente in vita quando una potente scarica elettrica riattiva i loro cuori. Tempo dopo si uniranno ad un gruppo di membri del Villaggio Ninja sotto il comando di Spazio Vuoto, il suo fondatore. Assieme ai loro compagni, affronteranno nuovamente Flash, stavolta insieme a Sonic, venendo tuttavia definitivamente uccisi.

#### Gohketsu
Gohketsu (ゴウケツ?, Gōketsu, Goketsu nel doppiaggio italiano dell'anime)
È un potente essere misterioso di livello Drago ed uno dei dirigenti dell'Associazione Esseri Misteriosi che compare nel manga e nell'anime. È un grande mostro umanoide con un corpo muscoloso, punte su spalle, braccia e piedi, quattro occhi grigi (rossi nell'anime) verticali con iridi bianche, denti affilati, una mascella definita, orecchie a punta e capelli neri appuntiti; possiede inoltre segni scuri sulla parte superiore del volto e sulle orecchie e altri due a forma di X sul mento e sul collo. Indossa una divisa di arti marziali completamente nera costituita da una camicia logora, un paio di pantaloni ed una cintura. Possiede forza fisica, resistenza e velocità immense, oltre ad essere un grande esperto di arti marziali; è inoltre in grado di percepire il livello di forza altrui. In passato Gohketsu era un essere umano, un grande artista marziale nonché vincitore del primo torneo di arti marziali Super Fight. Dopo aver ridotto in fin di vita Suiryu grazie anche all'appena trasformato Bakuzan, lascia l'arena del torneo venendo però successivamente ucciso da Saitama. Doppiato da: Stefano Alessandroni (ed. italiana).

#### Miao
Miao (ニャーン?, Nyān)
È un potente essere misterioso di livello Drago ed uno dei dirigenti dell'Associazione Esseri Misteriosi che compare nel manga e nell'anime. Il suo aspetto è quello di un grande felino antropomorfo piuttosto snello e slanciato. Possiede forza, velocità, riflessi e agilità sovrumani ed in più di un'occasione fa uso dei suoi potenti artigli in grado di tagliare l'acciaio e la pietra senza alcuna difficoltà; inoltre ha la capacità d'infilarsi in ogni pertugio con una larghezza di almeno 3 mm per nascondersi deformando il suo corpo. Viene sconfitto e catturato da Motile Suit.

#### Comandante Supremo Vomitoso Bruttoccio
Comandante Supremo Vomitoso Bruttoccio (ブサイク大総統?, Busaiku Daisōtō)
È un potente essere misterioso di livello Drago ed uno dei dirigenti dell'Associazione Esseri Misteriosi. Si presenta come un enorme uomo con la testa deforme, bocca sdentata e corpo sovrappeso vestito con una divisa scolastica che gli sta stretta, mostrando così la sua pancia con un ombelico enorme. Nonostante le apparenze, Dolcetto Mask, nel trovarselo di fronte, percepisce che egli è incredibilmente potente. Secondo l'eroe di Classe A, Comandante Bruttoccio è un essere misterioso di tipo "Ugmon", mostri che quando erano umani venivano discriminati dalla società per via del loro aspetto e la cui forza dipende da quanto odio essi hanno accumulato nel loro cuore prima di trasformarsi. Comandante Bruttoccio ammette di disprezzare fortemente i ragazzi di bell'aspetto, soprattutto Dolcetto Mask, affermando inoltre che la forza non dipende dall'aspetto esteriore di un individuo. Comandante Supremo Vomitoso Bruttoccio possiede forza, velocità, riflessi, agilità e resistenza immensi, una limitata capacità rigenerativa ed è in grado di mutare le sue cellule per aumentare le proprie dimensioni e diventare ancora più forte. Nel manga, dopo essere stato inghiottito da Gengiva ed essersi in seguito liberato, ottiene un corpo rivestito da succhi gastrici altamente corrosivi che può persino rigettare lui stesso dalla bocca. Nel webcomic viene ucciso da Bang, mentre nel manga da Garo.

#### Gengiva
Gengiva (ハグキ?, Haguki)
È un potente essere misterioso di livello Drago ed uno dei dirigenti dell'Associazione Esseri Misteriosi. Si presenta come un mostro dal corpo grande e arrotondato con due braccia, due gambe ed una testa che non ha altre caratteristiche oltre ad una bocca incredibilmente grande senza labbra. Nonostante sembri incapace di parlare, pare che sia abbastanza intelligente da comprendere ciò che viene detto ad una riunione tra dirigenti dell'Associazione Esseri Misteriosi; tuttavia è anche goloso e spinto dal desiderio di mangiare. Possiede un'immensa forza fisica e mascelle elastiche che gli hanno permesso di ingoiare intero Pig God, anche se poi è stato costretto a rigurgitarlo quando quest'ultimo si è rivoltato nello stomaco dell'essere misterioso. Nel webcomic viene ucciso da Bang, mentre nel manga da Comandante Supremo Vomitoso Bruttoccio.

#### Manako
Manako (マナコ?)
È un essere misterioso di basso rango dell'Associazione Esseri Misteriosi che compare nel manga. Ha l'aspetto di un mostro di bassa statura con braccia e gambe tozze, due piccole corna, un unico grande occhio da cui può emettere vari tipi di fasci luminosi ed indossa una sorta di grossa cintura che solitamente nasconde la larga bocca dell'essere misterioso dotata di denti aguzzi. Nonostante Manako possa sembrare un maschio, in realtà è una femmina ed è nata da un frammento del corpo di Gyorogyoro staccatosi da quest'ultimo mentre si trovava ancora in incubazione. Durante l'assalto degli eroi alla base dell'Associazione Esseri Misteriosi, Manako si rintana in una toilette per evitare di combattere, ma viene scoperta da Saitama e Flash l'Abbagliante che la costringono a condurli dal suo capo, ignorando il fatto che Saitama lo avesse già sconfitto. Nonostante inizialmente Manako progetti di uccidere a tradimento i due eroi lungo il tragitto, in seguito lei e Saitama iniziano a simpatizzare. Tempo dopo la sconfitta dell'Associazione Esseri Misteriosi, Manako viene ritrovata da Saitama nei pressi di un luogo dove King si era precedentemente recato e portata nel quartier generale dell'Associazione Eroi affinché potesse fornire qualche informazione su "Dio", sul quale però l'essere misterioso in realtà non sa nulla.

### Dark Matter
I Dark Matter sono una terribile legione extraterrestre che in passato compiva scorrerie per l'universo ed è composta da molti alieni di varie specie. Viaggiano a bordo di una colossale astronave con una potenza di fuoco sufficiente a distruggere un'intera città in pochi secondi. Sono capeggiati da Lord Boros, il quale decise di dirigersi sulla Terra dopo che un indovino gli disse che su quel pianeta avrebbe trovato un avversario con cui potersi finalmente battere alla pari. Dopo la battaglia contro gli eroi, quasi tutti gli alieni hanno perso la vita ad eccezione di alcuni superstiti che vengono catturati, ma uccisi poco dopo da Dolcetto Mask, mentre l'astronave, precipitata al suolo, viene successivamente smantellata dai robot di Metal Knight.

#### Lord Boros
Lord Boros (ボロス主?, Boros-sama)
È un potente alieno e capo dei Dark Matter. Essendo originaria di un pianeta dalle condizioni estremamente avverse, la razza di Boros possiede capacità fisiche e rigenerative incredibili che nel leader dei Dark Matter sono di gran lunga superiori a quelle di qualsiasi altro esponente di questa razza. Boros possiede forza, resistenza e velocità immense, una capacità rigenerativa estrema ed è in grado di emettere potenti attacchi energetici; inoltre, una volta rimossa la sua armatura, è in grado di trasformarsi e diventare più potente. Quando vuole concludere velocemente una lotta contro un avversario molto potente, Boros può effettuare un'ulteriore trasformazione chiamata Meteoric Burst, la quale aumenta le capacità dell'alieno oltre i suoi limiti, accorciando però la durata della sua vita. Similmente a Saitama, Boros divenne troppo forte nel corso della sua vita e non trovò più alcun avversario in grado di fargli provare il brivido della lotta, cominciando ad annoiarsi. Guidato da una profezia secondo la quale avrebbe trovato qualcuno con cui battersi alla pari su di un lontano pianeta, giunge sulla Terra dopo oltre vent'anni di viaggio, scontrandosi poi con Saitama in una furiosa battaglia. Nonostante l'alieno riesca a colpire l'eroe con estrema potenza fino a spedirlo letteralmente sulla Luna, non riesce neanche a ferire il suo avversario. Grazie alla propria capacità rigenerativa, Boros riesce a sopravvivere ai vari colpi infertigli da Saitama fino ad un certo momento, ma quando l'eroe sferra un pugno serio (un pugno molto più potente rispetto a quelli che sferra di solito), questi riesce a sconfiggerlo con la sola onda d'urto provocata dalla mossa. Poco prima di morire, Boros capisce che la profezia non si è rivelata corretta in quanto quella con Saitama non è stata una lotta alla pari, comprendendo inoltre che il suo avversario si è sempre trattenuto durante tutto il combattimento. È stato ritenuto da Saitama l'avversario più forte che l'eroe abbia affrontato fino ad allora ed è stato classificato dall'autore come calamità di livello Drago+, un livello intermedio tra Drago e Dio. Doppiato da: Toshiyuki Morikawa (ed. giapponese), Maurizio Merluzzo (ed. italiana).

#### Melzargard
Melzargard (メルザルガルド?, Meruzarugarudo, Melzargald nella versione italiana dell'anime)
È un alieno membro dei Dark Matter, nonché uno dei tre membri più potenti dopo Lord Boros. Appare come un enorme essere umanoide di colore marrone munito di diverse teste con occhi rossi. Melzargard può manipolare a piacimento la forma del proprio corpo e dispone di potenti capacità rigenerative che, unite alla sua enorme forza, ne fanno un avversario davvero ostico per la maggior parte degli eroi. Il suo punto debole è costituito da piccole sfere all'interno del suo corpo, una per ogni testa, che costituiscono i suoi cuori. Se un cuore viene distrutto, la testa corrispondente muore. Quando i Dark Matter attaccano la Terra, Melzargard ha il compito di impedire che qualcuno penetri all'interno della loro astronave, arrivando così a combattere contro alcuni eroi di Classe S e riuscendo a metterli in difficoltà. Una volta scoperto il punto debole dell'alieno, però, la situazione inizia a capovolgersi e alla fine Melzargard viene ucciso da Bang quando questi distrugge il suo ultimo cuore. Doppiato da: Mauro Gravina (ed. italiana).

#### Geryuganshoop
Geryuganshoop (ゲリュガンシュプ?, Geryuganshupu, Geluganshp nella versione italiana dell'anime)
È un alieno membro dei Dark Matter, nonché uno dei tre membri più potenti dopo Lord Boros. Appare come un essere simile a un polpo di colore nero (blu nell'anime) munito di numerosi tentacoli e di una testa con due occhi gialli e una bocca. Geryuganshoop possiede potenti capacità telepatiche e telecinetiche; con i suoi poteri si è dimostrato in grado di scagliare detriti ad una velocità tale da perforare le pareti dell'astronave dei Dark Matter dall'interno di essa fino all'esterno e di poter manipolare la forza di gravità rendendola pari a quella di un buco nero. Nonostante queste grandi abilità, viene facilmente ucciso da Saitama che gli rompe la testa lanciandogli contro un piccolo detrito dell'astronave. Doppiato da: Stefano Brusa (ed. italiana).

#### Groribas
Groribas (グロリバース?, Guroribāsu)
È un alieno membro dei Dark Matter, nonché uno dei tre membri più potenti dopo Lord Boros. Appare come un essere dal grande corpo umanoide di due tonalità di verde con testa e mani simili a piante carnivore (costituite da bocche senza occhi munite di denti affilati), possiede una lunga coda con una piccola bocca all'estremità e porta al collo un collare borchiato. Non si è avuto occasione di vederlo veramente in azione poiché è stato velocemente ucciso da Saitama poco dopo il loro incontro ma, stando a quanto l'alieno ha detto all'eroe e per quel poco che si è potuto vedere, pare fosse in grado di secernere un acido corrosivo dalla bocca centrale.

### Abitanti del Sottosuolo
Sono una razza di creature umanoidi che abitano al di sotto della superficie della crosta terrestre. Compaiono inizialmente in un sogno di Saitama, dove sono talmente forti da far combattere seriamente l'eroe, ma in seguito, nella realtà, si rivelano essere assai più deboli della loro controparte onirica e di dimensioni inferiori; tuttavia, durante l'arco narrativo dell'Associazione Esseri Misteriosi, vengono mostrati appartenenti a questa razza (resuscitati sotto forma di zombi) di dimensioni maggiori rispetto a quelli incontrati da Saitama nella realtà. Il loro sovrano viene ucciso dal protagonista, mentre gli altri membri di questa razza vengono uccisi in seguito dall'Associazione Esseri Misteriosi che fa della loro base il proprio quartier generale.

#### Re del Sottosuolo
Re del Sottosuolo (地底王?, Chitēō)
È un essere misterioso di livello Demone ed il sovrano degli Abitanti del Sottosuolo. Insieme ai suoi simili, raggiunge la superficie con lo scopo di conquistarla, ma viene ucciso subito da Saitama con un calcio, mentre i suoi sudditi, dopo aver assistito alla scena, si ritirano a gambe levate lasciando una bandiera con scritte sopra delle scuse. Doppiato da: Roberto Fidecaro (ed. italiana).

### Abissali
Sono una razza di creature umanoidi con caratteristiche fisiche di varie creature marine e con una grande differenziazione tra i membri di questa razza. Attualmente sembrerebbero essere estinti, uccisi tutti dall'eroe Stinger e da Saitama.

#### Re degli Abissi
Re degli Abissi (深海王?, Shinkaiō)
È un essere misterioso di livello Demone ed il sovrano della stirpe degli Abissali. Insieme ai suoi simili, attacca la Città J spinto dal desiderio di conquistare il mondo (cercando anche avversari potenti con cui misurarsi) riuscendo a sconfiggere quasi tutti gli eroi scontratisi con lui, incluso Genos. Malgrado la sua potenza, non può nulla contro Saitama che lo sconfigge facilmente sfondandogli il corpo con un pugno. Doppiato da: Rikiya Koyama (ed. giapponese), Saverio Indrio (ed. italiana).

#### Hohojiro
Hohojiro
È un membro della stirpe degli Abissali dall'aspetto di un gigantesco squalo bianco con braccia e gambe. Tempo dopo la sconfitta del Re degli Abissi, emerge da un lago dichiarando di essere l'ultimo membro della sua razza e proclamandosi nuovo Re degli Abissi, ma viene ucciso subito dopo da Saitama.

### Stirpe dei Dinosauri

#### Re dell'Antichità
Re dell'Antichità (古代王?, Kodaiō)
È un colossale ed antico essere misterioso di livello Drago comparso inizialmente soltanto nell'anime ed in seguito aggiunto anche nel manga. È il sovrano della Stirpe dei Dinosauri e di cui forse è l'unico superstite. Ha l'aspetto di un dinosauro bipede dalla postura umanoide ed è in grado di emettere un attacco energetico dalla bocca. Dopo aver percepito la scomparsa del Re del Sottosuolo e del Re degli Abissi, si risveglia dal suo stato di ibernazione con lo scopo di conquistare il mondo, ma viene facilmente ucciso da Tornado con una gigantesca roccia.

### Popolo del Cielo
Sono una razza di creature umanoidi alate con varie caratteristiche fisiche di uccelli ed altre creature alate, con un aspetto generale che ricorda il tradizionale Tengu giapponese; pare siano in grado di emettere attacchi energetici dalla bocca. Tutti i membri di questa razza apparsi finora sono stati uccisi da Melzargard.

#### Re del Cielo
Re del Cielo (天空 王?, Tenkūō)
È un essere misterioso di livello Demone ed il sovrano del Popolo del Cielo. Insieme ad alcuni suoi sudditi, attacca il quartier generale dell'Associazione Eroi nella Città A con lo scopo di farne un avamposto per la conquista del mondo, ma viene ucciso insieme ai suoi subordinati da Melzargard.

### Casa dell'Evoluzione
È un'organizzazione volta alla creazione di nuove specie mediante la manipolazione genetica ed altri mezzi artificiali. È stata fondata dal Dottor I. Genus, il quale decide infine di chiuderla ed abbandonare le proprie ricerche dopo aver visto la potenza di Saitama.

#### Mosquito Girl
Mosquito Girl (モスキート娘?, Mosukīto Musume)
È un prototipo della Casa dell'Evoluzione che combatte contro Genos nel primo combattimento mostrato di quest'ultimo. È una ragazza-insetto che possiede la capacità di comunicare telepaticamente con le zanzare e di assumere potere tramite il sangue succhiato da esse. Una volta assorbita una quantità sufficiente di sangue, può evolvere, aumentando notevolmente le sue abilità e diventando un'avversaria troppo forte persino per Genos (al tempo in cui il cyborg l'ha affrontata), il quale viene brutalmente lacerato. Viene tuttavia sconfitta facilmente da Saitama con uno schiaffo, venendo mandata a scontrarsi violentemente contro un edificio e scomparendo in lontananza. Tempo dopo viene mostrato che Mosquito Girl è sopravvissuta al colpo di Saitama, sebbene abbia perso parti del proprio corpo (alcune delle quali sono state rimpiazzate da protesi cibernetiche), e lavora insieme ad Armored Gorilla nel negozio di Takoyaki aperto dal Dottor Genus. È una delle poche creature della Casa dell'Evoluzione ad essere ancora in vita dopo la chiusura della stessa. È al momento il solo mostro di sesso femminile accertato sconfitto dal protagonista. Doppiata da: Miyuki Sawashiro (ed. giapponese), Laura Lenghi (ed. italiana).

#### Ground Dragon
Ground Dragon (グランドドラゴン?, Gurando Doragon)
È una grande talpa atropomorfa in grado di scavare sotto terra a grande velocità. Sul corpo ha un motivo a forma della parola "talpa" scritta in kanji giapponesi. Viene ucciso da Saitama. Doppiato da: Fabrizio Mazzotta (ed. italiana).

#### Armored Gorilla
Armored Gorilla (アーマードゴリラ?, Āmādo Gorira)
È la terza creatura più potente della Casa dell'Evoluzione. È essenzialmente un gorilla mutante con arti meccanici e altre apparecchiature all'interno del proprio corpo, coperto da una pesante armatura di metallo. Viene sconfitto da Genos quando, insieme ad altre creature della Casa dell'Evoluzione, giunge da Saitama per cercare di catturare quest'ultimo. Tempo dopo la chiusura della Casa dell'Evoluzione, viene mostrato Armored Gorilla lavorare nel negozio di Takoyaki aperto dal Dottor Genus. È una delle poche creature della Casa dell'Evoluzione ad essere ancora in vita dopo la chiusura della stessa. Doppiato da: Shōta Yamamoto (ed. giapponese), Giuliano Bonetto (ed. italiana).

#### Re delle Bestie
Re delle Bestie (獣王?, Jūō)
È la seconda creatura più potente della Casa dell'Evoluzione. Ha l'aspetto di un gigantesco leone antropomorfo. Contravvenendo agli ordini del Dottor Genus, cerca di uccidere Saitama, il quale lo fa a pezzi con una raffica di "pugni normali". Doppiato da: Jiro Saito (ed. giapponese), Stefano Santerini (ed. italiana).

#### Scarabeo Asura
Scarabeo Asura (阿修羅カブト?, Ashura Kabuto)
È la creatura più potente della Casa dell'Evoluzione. Possiede una grande intelligenza, ma è psicologicamente instabile. Grazie al suo istinto estremamente sensibile, è stato il primo tra i vari mostri a percepire l'immensa forza di Saitama, venendo colto dal terrore più totale nel momento in cui comprende che l'eroe sia in realtà in grado di ucciderlo senza alcuno sforzo. Irritato da quest'ultimo, si trasforma entrando in Modalità Asura, durante la quale diventa molto più potente e viene colto da una furia omicida per un'intera settimana. Colpisce più volte Saitama senza però riuscire a provocargli il minimo danno, per poi essere fatto a pezzi da un solo pugno dell'avversario. Nel webcomic Scarabeo Asura ricompare tempo dopo, intento a lottare contro Zombieman in un seminterrato sotto al negozio di takoyaki del Dottor Genus, indicando quindi che lo scienziato lo abbia riportato in vita o ne abbia creato un altro, ma stavolta (presumibilmente) in una forma più stabile. Doppiato da: Unshou Ishizuka (ed. giapponese), Antonio Palumbo (ed. italiana).

### L'Organizzazione
L'Organizzazione è un'organizzazione segreta composta da vari robot. Il loro obiettivo sembra essere quello di provocare distruzione e caos e combattere forti avversari per raccogliere vari dati di combattimento al fine di aumentare il potere dei propri robot. Durante l'arco narrativo dell'Associazione Esseri Misteriosi, uno dei robot dell'Organizzazione collabora con gli esseri misteriosi al servizio di Orochi, facendo quindi presumere che ci sia una qualche interazione tra le due organizzazioni. Arricchetto, uno dei principali sponsor dell'Associazione Eroi, è anche un benefattore dell'Organizzazione, ma probabilmente l'uomo ignora le reali motivazioni di quest'ultima e le vite che ha preso. C'è la possibilità che l'Organizzazione abbia a che fare con la tragedia di Genos.

### Villaggio dei Ninja
È un di centro di formazione per assassini fondato da un ninja chiamato Spazio Vuoto. È situato in un luogo sperduto fra le montagne, inaccessibile per la gente comune a causa di una barriera che il suo fondatore vi ha eretto intorno. Flash l'Abbagliante, Sonic il Supersonico, Flame del Fuoco Infernale e Wind del Vento Violento sono stati cresciuti in tale struttura. Il Villaggio dei Ninja addestrava bambini orfani o venduti dai propri genitori sottoponendoli a terribili torture e crudeli allenamenti per renderli in futuro dei perfetti killer. Lo scopo principale di tale formazione era quello di annullare la loro coscienza e umanità, non curandosi della loro sofferenza, affinché potessero trasformarsi in macchine omicide. Flash l'Abbagliante riuscì a nascondere di aver conservato ancora dei sentimenti e dopo essere divenuto il migliore del Villaggio dei Ninja, scatenò la sua furia sterminando tutti i propri "compagni" ad eccezione di Sonic il Supersonico, graziato dallo stesso Flash. I membri superstiti del Villaggio dei Ninja furono uccisi in seguito da Blast ad eccezione di Sonic (che riuscì a scappare), di Spazio Vuoto (nascosto per riprendersi dal coma) e dei membri che in quel momento non erano presenti.

#### Spazio Vuoto
È il fondatore del Villaggio dei Ninja ed è considerato il ninja più potente mai esistito. Nel webcomic ha più di 300 anni ed è riuscito a vivere così a lungo sostituendo di volta in volta parti del proprio corpo con quelle di persone forti e sane che ha sconfitto; inoltre sembra che abbia più di un cuore. Nel manga è un ex compagno di Blast che in passato lo aiutò nella raccolta di misteriosi cubi neri che consentono di entrare in comunicazione con "Dio", ma in realtà Spazio Vuoto stava facendo il doppiogioco con l'eroe per ottenere informazioni sui mezzi a sua disposizione, al punto da fargli perfino sposare sua sorella Luna, anch'ella un ninja, affinché agisse come spia cotto copertura. Luna morì durante una battaglia contro un misterioso nemico particolarmente forte, mentre Spazio Vuoto entrò successivamente in contatto con uno dei cubi neri e finì per trasformarsi in un essere misterioso che affrontò Blast, venendo sconfitto e ridotto in coma per 15 anni. Nel manga viene mostrato che Spazio Vuoto non soltanto era presente quando Saitama ha sconfitto Garo, ma ha persino assorbito il potere divino fuoriuscito dal corpo del marzialista attraverso un portale dimensionale, riuscendo così a recuperare le forze dopo la sconfitta da parte di Blast e il periodo passato in coma. Dopo essersi ristabilito (anche se non completamente), Spazio Vuoto riunisce un gruppo di suoi seguaci del Villaggio dei Ninja con lo scopo di conquistare il mondo. Nel webcomic, dopo che i suoi seguaci vengono uccisi da Flash e Sonic, Spazio Vuoto decide di scendere in campo di persona ed affronta Saitama, il quale lo sconfigge facilmente con un colpo e lo spoglia delle sue armi, spartite in seguito tra Flash e Sonic. Nel manga, prima di vedersela con Saitama, Spazio Vuoto affronta nuovamente Blast, riuscendo addirittura a tagliargli un braccio. In seguito Saitama, rimasto coinvolto nello scontro, blocca facilmente gli attacchi del ninja, per poi disarmarlo e farlo sprofondare sotto terra. Alla fine viene rivelato che Spazio Vuoto aveva soltanto finto di sottomettersi a "Dio" e che in realtà intendeva sconfiggerlo sfruttando il potere ottenuto da Garo, ma purtroppo il piano del ninja fallisce ed egli viene assimilato dall'entità, la quale cancella la sua coscienza e lo trasforma in una marionetta priva del libero arbitrio.

### Tsukuyomi
È un'organizzazione che ha svolto ricerche sui poteri psichici affermando che fossero volte al progresso dell'umanità. Tra i membri noti di Tsukuyomi vi sono scienziati e persone dotate di poteri psichici che operano come agenti dell'organizzazione. Possiedono almeno una struttura di ricerca e sembra che abbiano prodotto esper artificiali. Quando Tornado aveva solo sette anni, Tsukuyomi scoprì il suo potere psichico e la portò via ai suoi genitori adottivi in cambio di denaro. Per tre anni la giovane esper ha vissuto in una struttura di ricerca di Tsukuyomi dove fu sottoposta ad esperimenti, fino a quando un giorno fu salvata da Blast che giunse sul posto per recuperare uno dei cubi di "Dio" presenti lì.

#### Apollo
È un esper artificiale creato da Tsukuyomi, nonché un suo agente. È un uomo dai capelli chiari con segni a forma di stella/croce che percorrono la sua fronte. Alla sua prima apparizione, Apollo indossa una maschera bianca con un largo sorriso, tratto distintivo degli agenti di Tsukuyomi. Tempo dopo la sconfitta dell'Associazione Esseri Misteriosi, Apollo si reca all'Associazione Eroi per prelevare Psychos, detenuta in una struttura dove vengono rinchiusi gli esseri misteriosi catturati, ma viene ostacolato da Tornado ed in seguito sconfitto, trovandosi costretto alla fuga.

### "Dio"
"Dio" (神?, Kami)
È una misteriosa entità in grado di donare poteri ad altri individui, potendo così generare esseri misteriosi anche di livello Drago e può persino riprendersi le abilità concesse se lo desidera. "Dio" è come lo hanno chiamato Imperatore Clochard e Blast, ma non è stato confermato essere il suo vero nome. Nonostante si sia mostrato sotto varie forme durante visioni generate da lui stesso, l'aspetto assunto più frequentemente e che forse rappresenta le sue reali sembianze è quello di un titanico essere umanoide senza volto. Sparsi per il mondo vi sono piccoli e pesanti cubi neri utilizzati da questa entità per entrare in contatto con chiunque li tocchi e, di conseguenza, poter eventualmente creare nuovi esseri misteriosi. A quanto sembra, "Dio" è confinato in un'altra dimensione da un sigillo che forse starebbe cercando di indebolire tramite gli esseri misteriosi da lui generati.

## Altri personaggi

### Sonic il Supersonico
Sonic il Supersonico (音速のソニック?, Onsoku no Sonikku)
È un ninja criminale mercenario disposto ad accettare qualsiasi tipo d'incarico, incluso l'assassinio. A causa della sua elevata velocità, non ha mai incontrato avversari seri fino al suo incontro con Saitama, il quale riesce facilmente a tenergli testa e costringerlo alla ritirata; da quel momento, Sonic cerca di prendersi la rivincita sull'eroe, ma senza

### Garo
Garo (ガロウ?, Garō)
È un fenomenale artista marziale ed ex discepolo di Bang. Autodefinitosi essere misterioso, Garo è un cacciatore di eroi con l'obiettivo di distruggere l'Associazione Eroi e diventare il simbolo del "male assoluto", credendo così di poter cambiare la società, da lui considerata corrotta e ingiusta. Grazie alle sue eccezionali doti nel combattimento (come la capacità di apprendere le tecniche avversarie dopo averle osservate anche solo una volta) e ai vari combattimenti contro eroi e mostri che lo hanno anche portato vicino alla morte, Garo riesce a diventare sempre più forte e ad evolversi fino a trasformarsi in un vero e proprio mostro, diventando uno dei personaggi più forti apparsi fino a quel momento. Viene tuttavia sconfitto abbastanza facilmente da Saitama, il quale riesce inoltre a far comprendere a Garo che lui non desiderava davvero essere un mostro, ma un eroe; così, dopo questa rivelazione, Garo riacquista sembianze umane e perde convinzione nel proprio operato. Dopo quegli avvenimenti, Garo cerca di trovare un nuovo scopo nella vita. Nel manga, durante lo scontro con Saitama, Garo riceve potere da "Dio", seppur contro la propria volontà, ottenendo così un nuovo potenziamento che gli consente apparentemente di combattere alla pari con il protagonista, ma questi riesce comunque a sconfiggerlo, dimostrando di essere su tutt'altro livello. Tempo dopo, Garo, oramai pentitosi delle proprie azioni, si riappacifica con Bang e, dopo aver scontato un breve periodo di detenzione, torna ad essere suo discepolo. Doppiato da: Hikaru Midorikawa (ed. giapponese), Fabrizio De Flaviis (ed. italiana).

### Suiryu
Suiryu (スイリュー?, Suiryū)
È un fortissimo artista marziale (forse paragonabile ad un eroe di Classe S) che partecipa alla stessa edizione del torneo Super Fight alla quale partecipa anche Saitama sotto falsa identità. Arrivato alla finale del torneo assieme a Saitama, viene facilmente sconfitto da quest'ultimo, ma dichiarato comunque vincitore poiché Saitama era stato squalificato poco prima. In seguito Suiryu sconfigge alcuni dei partecipanti al torneo trasformati in mostri da Gohketsu, ma viene battuto facilmente da quest'ultimo. Quando poi sta per essere ucciso dall'essere misterioso Bakuzan, viene salvato da Saitama che uccide il mostro con un solo pugno ed in seguito elimina anche Gohketsu. Dopo quegli eventi, Suiryu decide di voler diventare un eroe. L'arte marziale di Suiryu è l'Arte del Corpo Oscuro (冥躰拳?, Meitei Ken), insegnatagli da suo nonno Suicho (スイチョー?, Suichō), inventore della tecnica e deceduto due anni dopo la fondazione dell'Associazione Eroi. Suiryu ha una sorella minore di nome Suiko (スイコ?), anche lei un artista marziale. Inizialmente Suiryu debutta soltanto nel manga, per poi essere successivamente introdotto anche nel webcomic. Doppiato da: Masaya Matsukaze (ed. giapponese) e Davide Albano (ed. italiana).

### Dottor I. Genus
Dottor I. Genus (ジーナス博士?, Jīnasu-hakase)
È lo scienziato che una volta guidava la Casa dell'Evoluzione (進化の家?, Shinka no Ie). Prima di incontrare Saitama, il suo obiettivo era quello di riuscire ad ottenere una definitiva evoluzione umana mediante mezzi artificiali e la manipolazione genetica. Dopo aver visto la potenza del protagonista, decide di chiudere i suoi progetti sulla Casa dell'Evoluzione e comincia a studiare Saitama, giungendo alla conclusione che sia riuscito ad abbattere i limiti naturali dell'essere umano e ottenere i suoi immensi poteri al prezzo dei suoi capelli e di una parte delle sue emozioni, trasformandosi similmente agli umani che sono mutati in esseri misteriosi a causa delle loro forti ossessioni. Tuttavia, lo scienziato ritiene che nonostante Saitama non sia più umano, non è diventato un essere misterioso, ma qualcosa di diverso. Dopo la chiusura della Casa dell'Evoluzione, Genus apre un negozio di Takoyaki nel quale Armored Gorilla e Mosquito Girl lavorano come commessi. Nonostante abbia più di settant'anni, grazie alla manipolazione genetica è riuscito a tornare giovane. Doppiato da: Daisuke Namikawa (ed. giapponese), Oreste Baldini (ed. italiana).

### Shibabawa
Shibabawa (シババワ?)
È un'anziana veggente capace di prevedere con assoluta certezza attacchi di esseri misteriosi e disastri ambientali, ma soltanto una manciata tra quelli che dovrebbero verificarsi in un arco di tempo di 6 mesi. Poco tempo prima dell'attacco dei Dark Matter alla Città A, Shibabawa ebbe una visione su di una grave minaccia per l'intero pianeta che la mandò in iperventilazione e la spinse a prendere una caramella balsamica, ma quest'ultima le rimase incastrata in gola e la soffocò. Prima di morire asfissiata, riuscì a scrivere su di un foglio un appunto sulla visione appena avuta, scrivendo però soltanto che la Terra fosse in pericolo senza specificare in cosa sarebbe consistita la minaccia.